# Războiul ruso-japonez

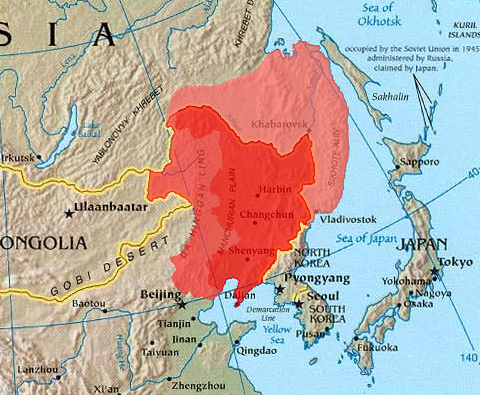
Manciuria Mare, Manciuria Rusească (Exterioară) în dreapta sus, cu roșu deschis. Peninsula Liaodong este limba de pământ care se întinde în Marea Galbenă

Războiul ruso-japonez (1904–1905) a fost un conflict generat de ambițiile imperialiste ale Imperiului Rus și ale Imperiului Japonez în privința Manciuriei și Coreei. Principalele teatre  de război au fost Port Arthur și Peninsula Liaodong, împreună cu calea ferată care lega Port Arthur de Harbin. Rușii căutau de multă vreme un port ale cărui ape să nu înghețe în timpul iernii atât pentru marina militară rusă, cât și pentru cea comercială. Port Arthur, baza navală din provincia Liaodong a fost închiriată Rusiei de dinastia Qing din China din anul 1897, care era un port operațional pe tot parcursul anului. De la sfârșitul primului război sino-japonez din 1895, Japonia s-a temut că Rusia îi va încurca planurile sale de a crea o sferă de influență în Coreea și Manciuria. Rusia a demonstrat că are o politică expansionistă la est de Munții Urali în Siberia și Orientul Îndepărtat, încă de la domnia lui Ivan cel Groaznic în secolul al XVI-lea.
Văzând Rusia ca pe un rival, Japonia s-a oferit să recunoască dominația rusă în Manciuria în schimbul recunoașterii sferei de influență japoneză asupra Coreei. Rusia a refuzat și a cerut stabilirea unei zone tampon neutre între Rusia și Japonia în Coreea, la nord de paralela 39. Guvernul japonez a perceput acest lucru ca o amenințare la adresa planurilor sale de extindere în Asia continentală și a ales să intre în război împotriva Rusiei Țariste. După ce negocierile au fost întrerupte în 1904, Marina Imperială Japoneză început ostilitățile printr-un atac surpriză pe 9 februarie 1904, atacând Flota Rusă din Pacific la Port Arthur, China.
Deși Rusia a suferit o serie de înfrângeri, împăratul Nicolae al II-lea al Rusiei era convins că Rusia ar putea câștiga, dacă va lupta mai departe; el a ales să rămână angajat în război și să aștepte rezultatele anumitor bătălii navale cheie. După ce speranța victoriei a fost spulberată, el a continuat războiul pentru a păstra demnitatea Rusiei prin evitarea unei „păci umilitoare”. Rusia a ignorat dorința Japoniei exprimată devreme  de a accepta un armistițiu și a respins ideea de a aduce disputa la Curtea de Arbitraj de la Haga. Războiul s-a încheiat în cele din urmă cu Tratatul de la Portsmouth (5 septembrie 1905), mediat de președintele american Theodore Roosevelt. Victoria completă a armatei japoneze a surprins observatorii internaționali și acest lucru a transformat echilibrul de putere atât în Asia de Est, cât și în Europa de Est, ducând la ridicarea Japoniei ca mare putere și la scăderea prestigiului și influenței Rusiei în Europa de Est. Pierderea vieților militari ruși fără victorie și înfrângerea umilitoare pentru Imperiul Rus au contribuit la creșterea tulburărilor interne care au culminat cu Revoluția Rusă din 1905 și a accelerat dezintegrarea autocrației ruse. Războiul a marcat și prima victorie a unei țări asiatice împotriva unei puteri occidentale în timpurile moderne.

## Cauzele războiului

### Modernizarea Japoniei

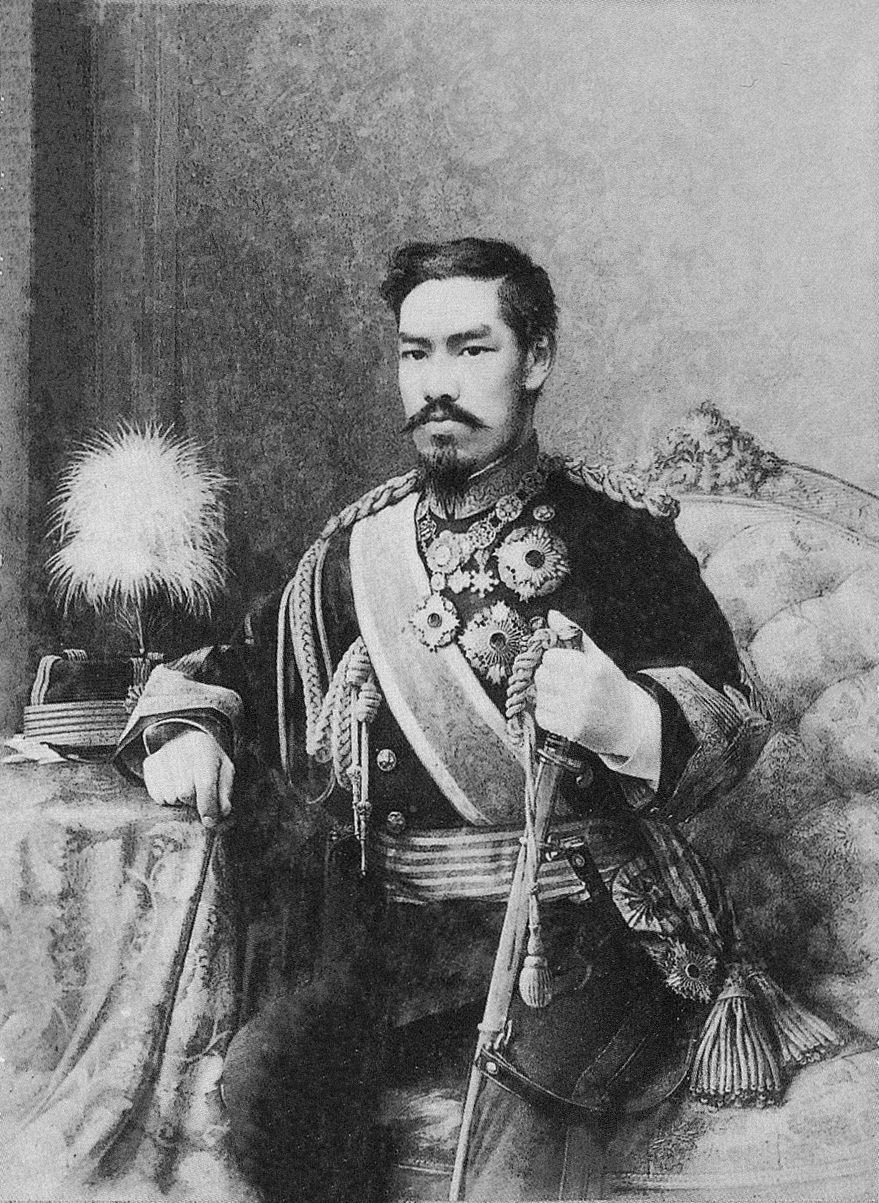
Împăratul Meiji

După restaurarea Meiji din 1868, guvernul Meiji s-a străduit să asimileze ideile, avansul tehnologic și metodele de purtare a războaielor de către Europa occidentală. Până la sfârșitul secolului al XIX-lea, Japonia se transformase într-un stat industrial modern. Japonezii doreau să fie recunoscuți ca egali cu puterile occidentale. Restaurarea Meiji a fost menită să facă din Japonia un stat modernizat, nu unul occidentalizat, iar Japonia era o putere imperialistă, îndreptată spre expansionismul de peste mări.
În anii 1869–73, problema cuceririi Coreei împărțise amarnic elita japoneză: o facțiune dorea să cucerească Coreea imediat, alta dorea să aștepte până când Japonia va fi modernizată în continuare, înainte de a începe un război pentru cucerirea Coreei; în mod semnificativ, nimeni din elita japoneză nu a acceptat vreodată ideea că coreenii ar avea dreptul să fie independenți, doar problema momentului împărțea cele două facțiuni. În același mod în care europenii au folosit „înapoierea” națiunilor africane și asiatice ca motiv pentru care să le cucerească, pentru elita japoneză „înapoierea” Chinei și Coreei era dovada inferiorității acelor națiuni, astfel dându-le japonezilor „dreptul” de a le cuceri.
Ca parte a procesului de modernizare din Japonia, ideile darwinismului social despre „supraviețuirea celui mai puternic” au fost comune în Japonia începând cu anii 1880 și mulți japonezi obișnuiți au fost supărați de taxele grele impuse de guvern pentru a moderniza Japonia, cerând ceva tangibil ca de exemplu colonii peste mări, ca recompensă pentru sacrificiile lor.
Mai mult, sistemul educațional al Japoniei din epoca Meiji a fost menit să-i antreneze pe școlari să devină soldați atunci când cresc și, ca atare, școlile japoneze și-au îndoctrinat elevii în Bushidō („calea războinicului”), codul feroce al samurailor. 
După ce a îndoctrinat tinerele generații în Bushidō, elita Meiji s-a trezit în fața unui popor care cerea război și considera diplomația ca pe o slăbiciune.

### Presiune din partea poporului
Japonologul britanic Richard Story scria, că cea mai greșită concepție despre Japonia în Occident a fost că poporul japonez era instrumentul „docil” ale elitei, pe când, de fapt, o mare parte din presiunea pentru războaiele Japoniei din 1894 până în 1941 a venit din partea oamenilor obișnuiți, care cereau o politică externă „dură” și aveau tendința de a se angaja în revolte și asasinate atunci când politica externă era percepută a fi timid.
Deși oligarhia Meiji a refuzat să permită democrația, a căutat să își însușească unele dintre cerințele mișcării „drepturile poporului”, permițând o Dietă aleasă în 1890 (cu puteri limitate și drepturi la fel de limitate) și ducând o politică externă agresivă față de Coreea.
În 1884, Japonia încurajase o lovitură de stat în Coreea de către o facțiune reformistă pro-japoneză, ceea ce a determinat guvernul conservator să ceară ajutor Chinei, acest lucru ducând la o ciocnire între soldații chinezi și japonezi la Seul. La acea vreme, Tokyo nu se simțea pregătit să riște un război cu China, iar criza a fost încheiată prin Convenția de la Tientsin, care a lăsat Coreea mai mult în sfera de influență chineză, deși le-a dat japonezilor dreptul de a interveni în Coreea. De-a lungul anilor 1880 și începutul anilor 1890, guvernul de la Tokyo a fost criticat în mod regulat pentru că nu a fost suficient de agresiv în Coreea, făcându-l pe istoricul japonez Masao Maruyama să scrie:
Așa cum Japonia a fost supusă presiunii din partea Marilor Puteri, tot așa și ea va exercita presiune asupra țărilor mai slabe ca ea - un caz clar al psihologiei transferului. În această privință, este semnificativ faptul că, încă din perioada Meiji, cererile pentru o politică externă dură au venit de la oamenii de rând, adică de la cei care se află la capătul asupririi acasă.

### Războiul Sino-Japonez

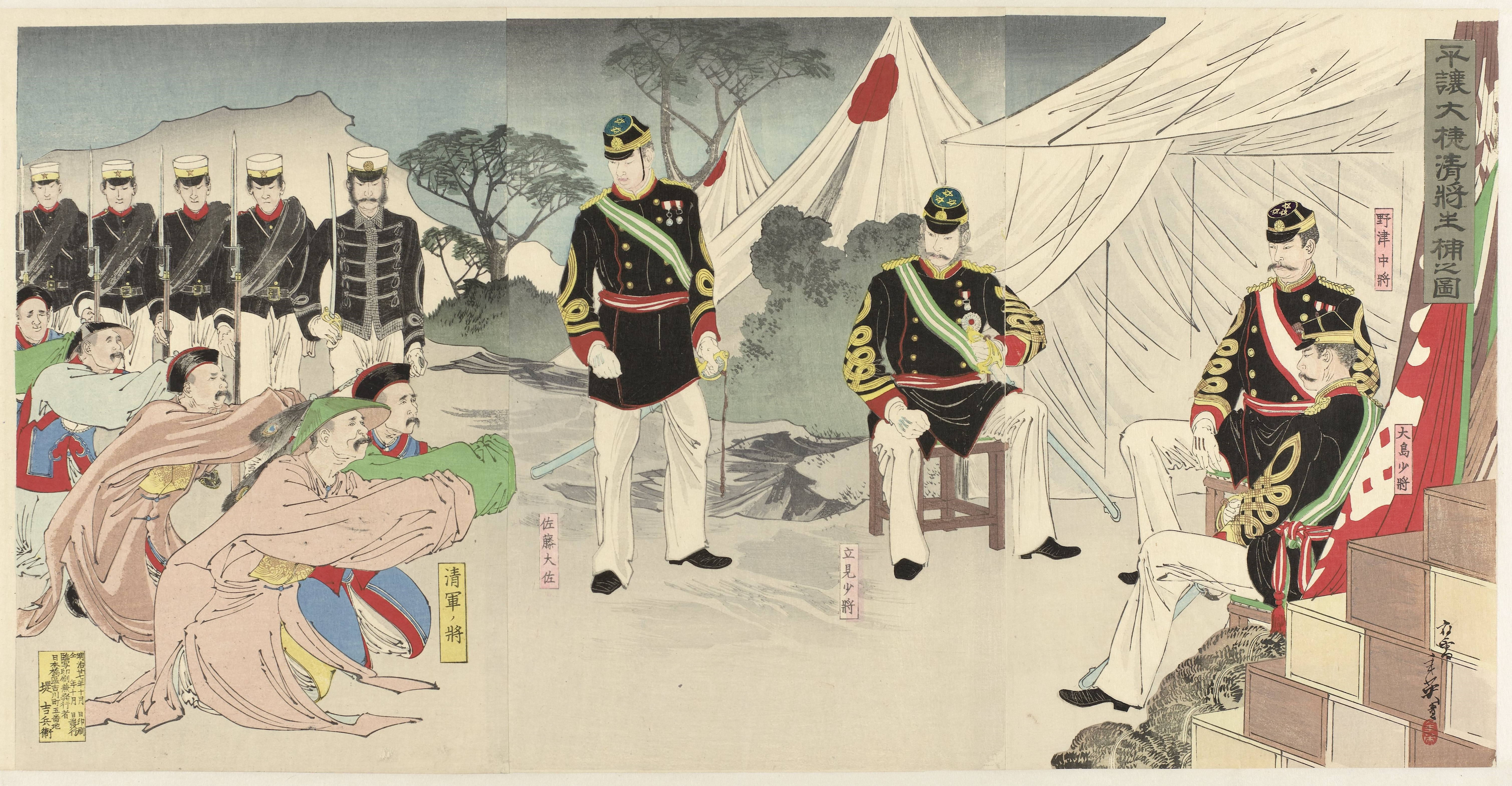
Generali chinezi în Pyongyang predându-se japonezilor (octombrie 1894)

Articol principalː Primul Război Sino-Japonez
Japonezii considerau Coreea „de drept” în sfera de interes nipon, tradiții și vechi legături geostrategice legând cele două regiuni. În secolul al XIII-lea, Japonia a fost atacată de războinicii dinastiei Yuan din Mongolia, care traversaseră Peninsula Coreeană. Coreea era subordonată în mod tradițional Chinei. La început, guvernul japonez a dorit să despartă Coreea de China, să transforme peninsula într-o țară independentă. Această schimbare nu era posibilă, de vreme ce China nu dădea niciun semn că ar fi dispusă să renunțe la suzeranitatea asupra Coreei. 
Între China și Japonia au izbucnit mai multe conflicte, care s-au transformat în cele din urmă în războiul sino-japonez (1894-1895). Victoria Japoniei în acest război a dus la semnarea tratatului de la Shimonoseki (17 aprilie 1895), prin care China renunța la suzeranitatea asupra Coreei și ceda Taiwanul și Lüshunkou (cunoscut și ca Port Arthur) Japoniei. Totuși, alte trei mari puteri (Imperiul Rus, Imperiul German și A treia Republică Franceză, prin tripla intervenție din 23 aprilie 1895, au făcut presiuni asupra Japoniei să renunțe la Port Arthur. Rusia a negociat mai apoi, în 1898, un contract de închiriere pe 25 de ani a bazei navale chinezești Port Arthur și a trimis soldați să o ocupe. La rândul lor, japonezii nu și-au abandonat încercările de a forța Coreea să intre în sfera de influență japoneză și încercau să preia controlul asupra Coreei, a cărei integritate era protejată de Rusia printr-un pact. 
Curtea coreeană era divizată într- o facțiune reformistă care era pro-japoneză și o facțiune mai conservatoare care era pro-chineză.
La 8 octombrie 1895, regina Min a Coreei, liderul fracțiunii anti-japoneze și pro-chineze de la curtea coreeană a fost ucisă de agenți japonezi în sălile palatului Gyeongbokgung, un act care a avut consecințe grave, deoarece a transformat opinia publică coreeană împotriva Japoniei.
La începutul anului 1896, regele Gojong al Coreei a fugit în legația rusă din Seul, crezând că viața lui era în pericol din cauza agenților japonezi, iar influența rusă în Coreea a început să predomine. După fuga regelui, o revoltă populară a răsturnat guvernul pro-japonez și mai mulți miniștri de cabinet au fost linșați pe străzi.

### Expansiunea Rusiei spre Est

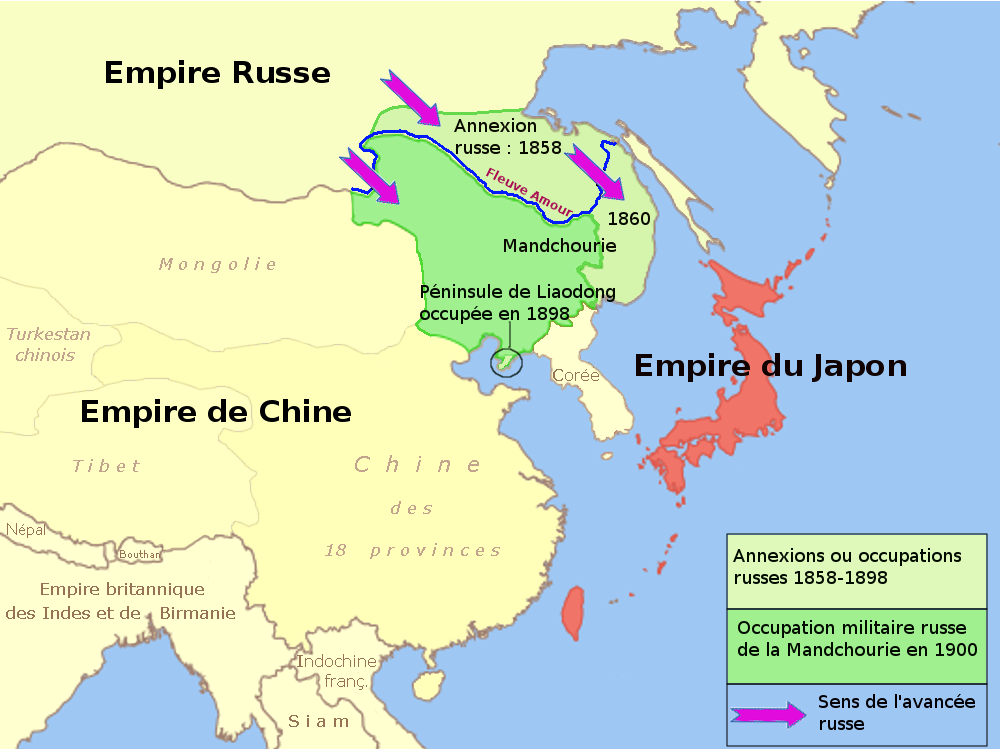
Zona controlată de ruși în perioada 1858-1900

La sfârșitul secolului al XIX-lea și începutul celui de-al XX-lea, mai multe țări occidentale intraseră în competiție pentru influență, comerț sau ocuparea de teritorii în Asia Răsăriteană, în vreme ce Japonia se străduia să se transforme într-o superputere. Statutul de mare putere în acea perioadă depindea, în parte, de accesul la colonii, care asigurau materii prime și piețe de desfacere. Asigurarea controlului asupra coloniilor depindea, la rândul lui, de puterea flotelor militare și comerciale, de porturi cu ape adânci și cu mai multe dane, care să găzduiască cuirasate tot mai mari și să asigure aprovizionarea printr-un lanț de depozite de cărbune, combustibilul necesar motoarelor cu aburi ale vaselor de război. 
Rusia țaristă, ca putere imperială majoră, avea ambiții în Orient. Până în anii 1890 și-a extins teritoriul în Asia Centrală până în Afganistan, absorbind statele locale în acest proces. Imperiul Rus se întindea din Polonia în vest până în peninsula Kamchatka în est.  Prin construirea căii ferate transsiberiene către portul Vladivostok, Rusia a sperat să-și consolideze în continuare influența și prezența în regiune. În Incidentul de la Tsushima din 1861, Rusia atacase direct teritoriul japonez.
În decembrie 1897, o flotă rusă a apărut în largul Port Arthur. După trei luni, în 1898, China și Rusia au negociat o convenție prin care China a închiriat (Rusiei) Port Arthur, Talienwan și apele înconjurătoare. Cele două părți au convenit în continuare că convenția ar putea fi prelungită de comun acord. Rușii se așteptau în mod clar la o asemenea extindere, pentru că nu au pierdut timp în ocuparea teritoriului și în fortificarea Port Arthur, singurul lor port cu apă caldă de pe coasta Pacificului și de mare valoare strategică. Un an mai târziu, pentru a-și consolida poziția, rușii au început să construiască o nouă cale ferată de la Harbin prin Mukden până la Port Arthur, Calea Ferată din Manciuria de Sud. Dezvoltarea căii ferate a devenit un factor care a contribuit la Răscoala Boxerilor, când boxerii au incendiat gările.
În 1897, Rusia a ocupat Peninsula Liaodong, a construit fortăreața Port Arthur și a stabilit baza flotei ruse din Pacificului în port. Achiziția Rusiei a Port Arthur a fost în primul rând o mișcare anti-britanică pentru a contracara ocupația britanică a Weihai, dar în Japonia, aceasta a fost percepută ca o mișcare anti-japoneză.

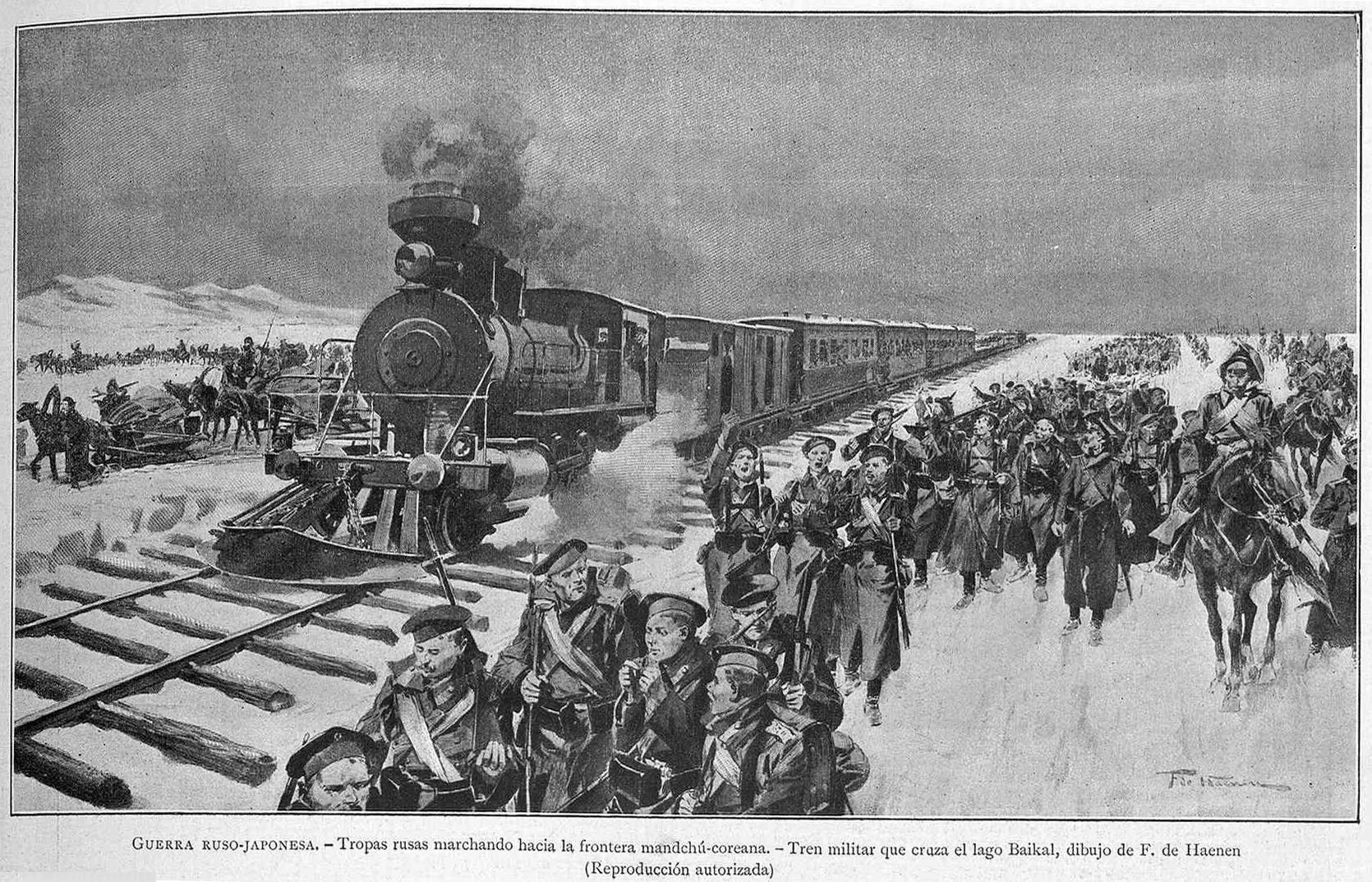
Trupe rusești marșând la frontiera dintre Manciuria și Coreea, alături de un tren militar (apr. 1904)

De asemenea, rușii au început să facă incursiuni în Coreea. Până în 1898, ei au achiziționat concesiuni miniere și forestiere lângă râurile Yalu și Tumen, provocând multă anxietate japonezilor. Japonia a decis să atace înainte ca rușii să finalizeze calea ferată transsiberiană.
Germania a ocupat Golful Jiaozhou, a construit Fortăreața Tsingtao și a întemeiat Escadrila Germană din Asia de Est în acest port. Între anii 1897 și 1903, rușii au construit Calea Ferată de Est a Chinei în Manciuria. Calea Ferată de Est a Chinei (CFEC) era deținută în comun de guvernele rus și chinez, dar conducerea companiei era în întregime rusească, linia a fost construită pe ecartamentul rusesc (mai larg decât cel european) și trupele ruse erau staționate în Manciuria pentru a proteja traficul feroviar de pe CFEC de atacurile bandiților. Sediul companiei CFEC era situat în noul oraș Harbin, construit în Rusia, „Moscova Orientului”. Din 1897 încoace, Manciuria – în timp ce face parte nominală din „Marele Imperiu Qing” – a început să semene din ce în ce mai mult cu o provincie rusă.
Ca urmare, Rusia a ocupat cea mai mare parte a Coreei, printr-o mișcare mai rapidă decât a japonezilor.

### Răscoala boxerilor

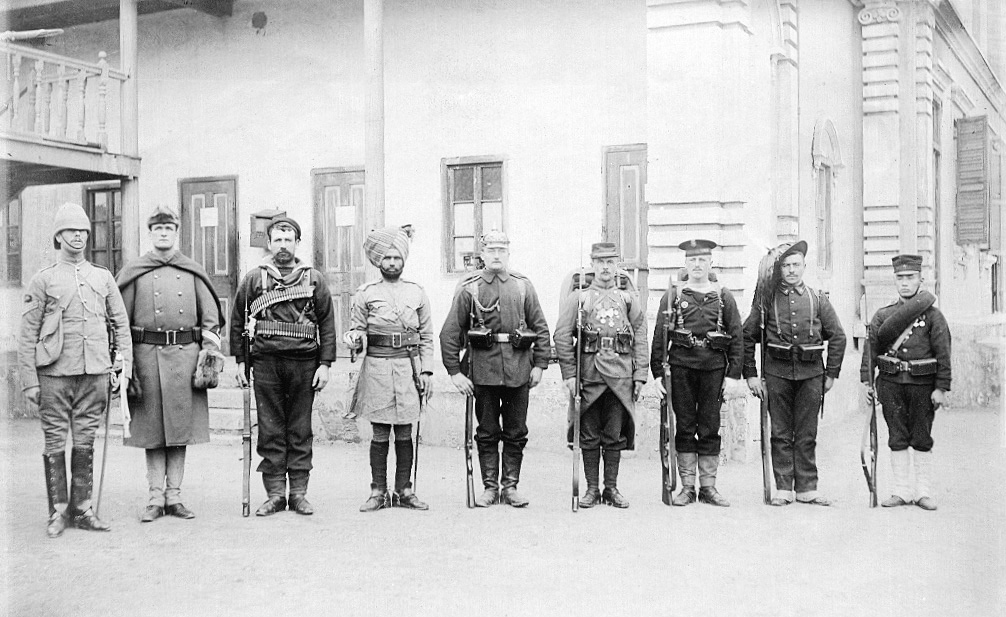
Militari reprezentativi ale celor 8 națiuni, care au trimis trupeː britanic, american, australian, indian, german, francez, austro-ungar, italian și japonez.

Rușii și japonezii au contribuit ambii cu trupe la forța internațională a opt țări membre, trupe  trimise în 1900 pentru a înăbuși Răscoala Boxerilor și pentru a salva misiunile diplomatice internaționale asediate în capitala Chinei, Beijing. Rusia trimisese deja 177.000 de soldați în Manciuria, pentru a-și proteja căile ferate aflate în construcție. Trupele Imperiului Qing și participanții la Rebeliunea Boxer nu au putut face nimic împotriva unei astfel de armate masive și au fost expulzați din Manciuria. După Răscoala Boxerilor, 100.000 de soldați ruși au fost lăsați în Manciuria. Trupele ruse s-au stabilit în[21] și, în ciuda asigurărilor că vor părăsi zona după criză, până în 1903 rușii nu au stabilit un calendar pentru retragere întărându-și efectiv poziția în Manciuria.

### Situația alianțelor
Omul de stat japonez Ito Hirobumi, care nu era în favoarea unui război, a început să negocieze cu Rusia schimbul între teritoriile Manciuriei și Coreei. El era conștient că Japonia nu era suficient de puternică ca să înfrunte militar Rusia, așa că spera că, dacă niponii acceptau controlul Petersburgului asupra Manciuriei, Japonia putea obține controlul asupra părții de nord a Coreei. Din 1902 însă, Japonia și Anglia aveau o alianță, britanicii căutând să restrângă concurența navală prin împiedicarea utilizării complete a porturilor maritime rusești din Pacificː Vladivostok și Port Arthur. Alianța Japoniei cu britanicii a însemnat în parte, că dacă vreo națiune se alia cu Rusia în timpul oricărui război împotriva Japoniei, atunci Marea Britanie ar intra în război de partea Japoniei. Rusia nu mai putea conta că va primi ajutor nici din partea Germaniei, nici a Franței fără pericolul implicării britanice în război. Cu o astfel de alianță, Japonia s-a simțit liberă să înceapă ostilitățile, dacă era necesar.
Anii 1890 și 1900 au marcat apogeul propagandei „Pericol galben” a guvernului german, iar împăratul german Wilhelm al II-lea scria adesea scrisori vărului său, împăratul Nicolae al II-lea al Rusiei, lăudându-l drept „salvatorul rasei albe” și îndemnând Rusia să înainteze în Asia.  Începând din noiembrie 1894 înainte, Wilhelm a scris scrisori în care îl lăuda pe Nicolae ca apărător al Europei de „Pericolul galben”, asigurându-l pe țar că Dumnezeu însuși a „ales” Rusia pentru a apăra Europa de presupusa amenințare asiatică.
La 1 noiembrie 1902, Wilhelm i-a scris lui Nicholas că „anumite simptome din Est par să arate că Japonia devine un client destul de neliniștit” și „este evident pentru orice minte imparțială că Coreea trebuie să fie și va fi rusă”. Wilhelm și-a încheiat scrisoarea cu avertismentul că Japonia și China se vor uni în curând împotriva Europei, scriind:
„Douăzeci până la treizeci de milioane de chinezi, sprijiniți de o jumătate de duzină de divizii japoneze, conduse de ofițeri japonezi competenți, îndrăzneți, plini de ură față de creștinism – aceasta este o viziune asupra viitorului care nu poate fi contemplată fără îngrijorare și nu este imposibilă. Dimpotrivă, este realizarea pericolului galben, pe care l-am descris acum câțiva ani și am fost ridiculizat de majoritatea oamenilor pentru reprezentarea  grafică a situației... Prietenul și vărul tău devotat, Willy, Amiralul Atlanticului".
Wilhelm încuraja agresiv ambițiile Rusiei în Asia, deoarece Franța, aliatul Rusiei din 1894, nu a susținut expansionismul rus în Asia și la Berlin se credea că sprijinul german al Rusiei ar putea rupe alianța franco-rusă și ar putea duce la un nouă alianță germano-rusă. 
Francezii, care fuseseră cei mai apropiați aliați ai Rusiei din 1894, au arătat clar că dezaprobă politica expansionistă a țarului Nicolae în Asia; Premierul francez Maurice Rouvier (în funcție: mai până în decembrie 1887) declarând public, că alianța franco-rusă se aplică doar Europei, nu și Asiei 
și că Franța va rămâne neutră, dacă Japonia ar ataca Rusia. Președintele american Theodore Roosevelt (în funcție în perioada 1901–1909), care încerca să medieze disputa ruso-japoneză, s-a plâns că propaganda „Pericol galben” a lui Wilhelm, amenința puternic, că Germania ar putea intra în război împotriva Japoniei în sprijinul Rusiei, încurajând intransigența Rusiei. La 24 iulie 1905, într-o scrisoare către diplomatul britanic Cecil Spring Rice, Roosevelt scria, că Wilhelm poartă responsabilitate parțială pentru război, deoarece „a făcut tot ce a putut pentru a-l produce”, acuzând că avertismentele constante ale lui Wilhelm despre „Pericolul galben”. „I-a făcut pe ruși să nu fie interesați de compromis, deoarece Nicholae credea că Germania va interveni dacă Japonia ar ataca.
Promisiunea implicită de sprijin german sugerată de discursurile și scrisorile lui Wilhelm privind „Pericolul galben” către Nicholas i-a determinat pe mulți factori de decizie din Sankt Petersburg, să creadă, că slăbiciunile militare ale Rusiei în Orientul Îndepărtat (cum ar fi linia ferată transsiberiană nefinalizată) nu contează, presupunând, că Reich-ul va veni în sprijinul Rusiei dacă războiul izbucnește. De fapt, nici Wilhelm, nici cancelarul său, Prințul Bernhard von Bülow (în funcție: 1900–1909) nu erau interesați de Asia de Est, iar scrisorile lui Wilhelm către Nicolae, lăudându-l ca salvator al Europei împotriva „Pericolului galben” au fost cu adevărat menite să provoace schimbare în echilibrul de putere în Europa, deoarece Wilhelm credea că orice încurcătură a Rusiei cu Japonia ar rupe alianța franco-rusă și ar duce la semnarea de către Nicolae a unei alianțe cu Germania. Acesta era cazul, mai ales că Germania s-a angajat în „Planul Tirpitz” și într-o politică de Weltpolitik (din 1897) menită să conteste poziția Marii Britanii ca putere principală a lumii. Întrucât Marea Britanie era aliată cu Japonia, Germania putea manipula Rusia și Japonia pentru a intra în război una cu cealaltă, care ar fi dus, la rândul său, la întoarcerea Rusiei către Germania.
Mai mult, Wilhelm credea că, dacă s-ar fi realizat o alianță ruso-germană, Franța ar fi fost obligată să se alăture acesteia. El spera, că Rusia urmând o politică expansionistă în Asia va distrage atenția și va ține Rusia departe de Balcani, înlăturând astfel principala sursă de tensiune dintre Rusia și aliatul Germaniei, Austro-Ungaria. În timpul războiului, Nicolae, care a luat în considerare discursurile lui Wilhelm privind „Pericolul galben”, și-a pus multe speranțe în intervenția germană de partea lui. De mai multe ori Nicolae a ales să continue războiul din credința că Kaiserul îi va veni în ajutor.

### Negocieri înainte de război

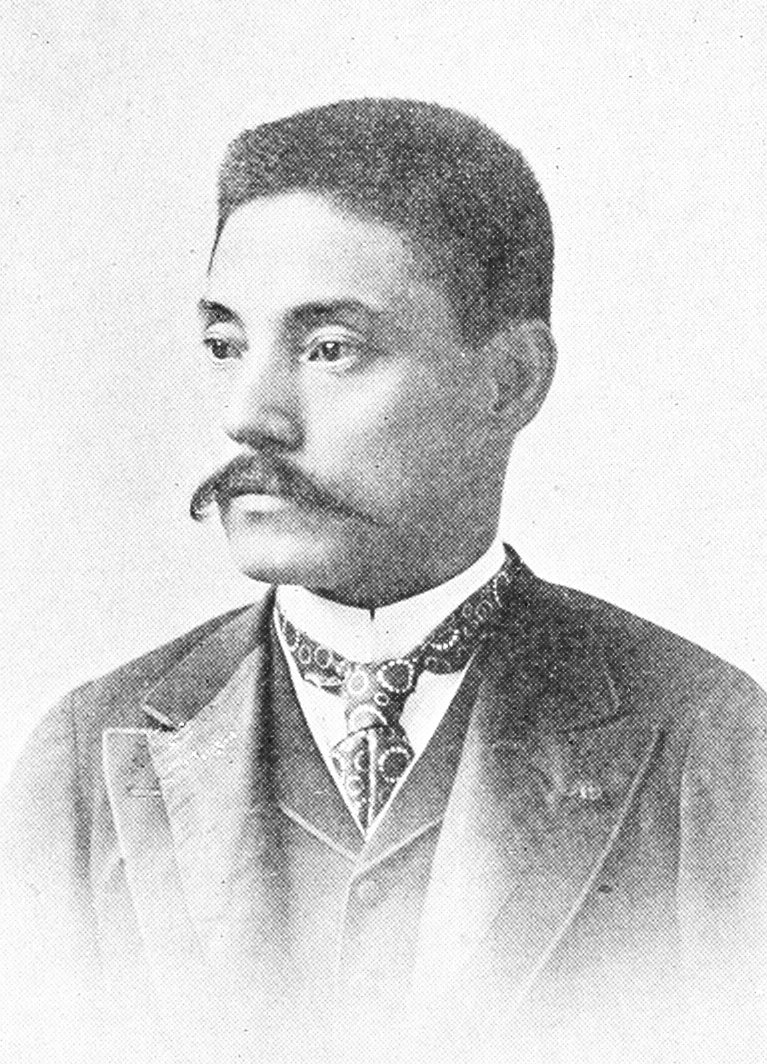
Kurino Shin'ichirō

În ciuda asigurărilor anterioare că Rusia se va retrage complet din Manciuria forțele pe care le trimisese pentru a zdrobi Răscoala Boxerilor până la 8 aprilie 1903, acea zi a trecut fără nicio reducere a forțelor ruse în acea regiune. În Japonia, studenții au demonstrat atât împotriva Rusiei, cât și împotriva propriului guvern pentru că nu a luat nicio măsură. La 28 iulie 1903, Kurino Shin'ichirō, ministrul japonez la Sankt Petersburg, a fost instruit să prezinte punctul de vedere al țării sale împotriva planurilor de consolidare a Rusiei în Manciuria. La 3 august 1903, ministrul japonez a înmânat următorul document pentru a servi drept bază pentru negocierile ulterioare:
1. Angajamentul reciproc pentru a respecta independența și integritatea teritorială a imperiilor chinez și coreean și pentru a menține principiul egalității de șanse pentru comerțul și industria tuturor națiunilor din acele țări.
2. Recunoașterea reciprocă a intereselor predominante ale Japoniei în Coreea și a intereselor speciale ale Rusiei în întreprinderile feroviare din Manciuria, precum și a dreptului Japoniei de a lua în Coreea și al Rusiei de a lua în Manciuria măsurile care ar putea fi necesare pentru protejarea intereselor lor respective, ca mai sus definite, sub rezerva însă, prevederilor articolului I din prezentul acord.
3. Angajamentul reciproc al Rusiei și Japoniei de a nu împiedica dezvoltarea acelor activități industriale și comerciale, respectiv ale Japoniei în Coreea și ale Rusiei în Manciuria, care nu sunt în contradicție cu prevederile articolului I din prezentul acord. Angajament suplimentar din partea Rusiei pentru a nu împiedica eventuala extindere a căii ferate coreene în sudul Manciuriei, astfel încât să se conecteze cu liniile din China de Est și Shan-hai-kwan-Newchwang.
4. Angajamentul reciproc, că în cazul în care se consideră necesară trimiterea de trupe de către Japonia în Coreea, sau de către Rusia în Manciuria, fie în scopul protejării intereselor menționate la articolul II din prezentul acord, fie al suprimării insurecției sau dezordinii care să creeze complicații internaționale, trupele astfel trimise nu trebuie să depășească în niciun caz numărul efectiv necesar și trebuie imediat rechemate de îndată ce misiunile lor sunt îndeplinite.
5. Recunoașterea din partea Rusiei a dreptului exclusiv al Japoniei de a oferi sfaturi și asistență în interesul reformei și al bunei guvernări în Coreea, inclusiv asistența militară necesară.
6. Acest acord va înlocui toate aranjamentele anterioare dintre Japonia și Rusia cu privire la Coreea.

La 3 octombrie 1903, ministrul rus în Japonia, Roman Rosen, a prezentat guvernului japonez contrapropunerea rusă ca bază a negocierilor, după cum urmează:
1. Angajamentul reciproc pentru a respecta independența și integritatea teritorială a Imperiului Coreean.
2. Recunoașterea de către Rusia a intereselor predominante ale Japoniei în Coreea și a dreptului Japoniei de a acorda sfaturi și asistență Coreei care tind să îmbunătățească administrația civilă a imperiului, fără a încălca prevederile articolului I.
3. Angajamentul Rusiei de a nu împiedica întreprinderile comerciale și industriale ale Japoniei în Coreea și nici de a se opune oricăror măsuri luate în scopul protejării lor, atâta timp cât aceste măsuri nu încalcă prevederile articolului I.
4. Recunoașterea dreptului Japoniei de a trimite în același scop trupe în Coreea, cu cunoștința Rusiei, dar numărul acestora să nu depășească cel efectiv necesar și cu angajamentul Japoniei de a rechema astfel de trupe de îndată ce au misiunea este îndeplinită.
5. Angajamentul reciproc de a nu folosi de către niciuna din părți a teritoriului Coreei în scopuri strategice și nici de a întreprinde pe coastele Coreei vreo lucrare militară capabilă să amenințe libertatea navigației în Strâmtoarea Coreei.
6. Angajamentul reciproc de a considera acea parte a teritoriului Coreei situată la nord de paralela 39 ca o zonă neutră în care niciuna dintre părțile contractante nu va introduce trupe.
7. Recunoașterea de către Japonia a Manciuriei și a litoralului său ca fiind în toate privințele în afara sferei sale de interes.
8. Acest acord înlocuiește toate acordurile anterioare dintre Rusia și Japonia cu privire la Coreea.

În timpul negocierilor ruso-japoneze, istoricul japonez Hirono Yoshihiko remarca „odată ce au început negocierile între Japonia și Rusia, Rusia și-a redus cererile și pretențiile cu privire la Coreea puțin câte puțin, făcând o serie de concesii pe care Japonia le-a considerat drept compromisuri serioase din partea Rusiei". 

Războiul ar fi putut să nu fi izbucnit, dacă problemele Coreei și Manciuriei nu ar fi fost legate.
Problemele coreene și manciuriane au devenit legate, pe măsură ce prim-ministrul Japoniei, Katsura Tarō (în funcție între 1901–1906), a decis că, dacă va veni războiul, Japonia probabil va avea sprijinul Statelor Unite și al Marii Britanii. Marea Britanie dacă războiul ar putea fi prezentat ca o luptă pentru comerț liber împotriva imperiului rus extrem de protecționist, caz în care, Manciuria, care era piața mai mare decât Coreea, era mai probabil să angajeze simpatiile anglo-americane. De-a lungul războiului, propaganda japoneză a prezentat tema recurentă a Japoniei ca o putere „civilizată” (care a sprijinit comerțul liber și ar permite implicit afacerilor străine să intre în regiunea bogată în resurse Manciuria) în comparație cu Rusia „necivilizată” putere (care era protecționistă și dorea să păstreze pentru sine bogățiile Manciuriei).
Împăratul Gojong al Coreei (rege din 1864 până în 1897, împărat din 1897 până în 1907) a ajuns să creadă că problema care diviza legătura dintre Japonia și Rusia era Manciuria și a ales să urmeze o politică de neutralitate ca cea mai bună modalitate de a păstra independența Coreei pe măsură ce criza creștea. Într-o serie de rapoarte către Beijing, Hu Weide, ambasadorul Chinei la Sankt Petersburg din iulie 1902 până în septembrie 1907, a analizat îndeaproape dacă o victorie rusă sau japoneză ar fi favorabilă Chinei și a argumentat că acesta din urmă era de preferat, deoarece o victorie japoneză, reprezenta o șansă mai bună pentru China de a-și recâștiga suveranitatea asupra Manciuriei. În decembrie 1903, China a decis să rămână neutră dacă ar veni războiul, deoarece, deși Japonia era singura putere capabilă să evacueze Rusia din Manciuria, amploarea ambițiilor japoneze în Manciuria nu a fost clară pentru Beijing.

Au urmat apoi negocieri ruso-japoneze, deși până la începutul lunii ianuarie 1904 guvernul japonez și-a dat seama că Rusia nu era interesată să rezolve problemele Manciuriane sau Coreene. În schimb, scopul Rusiei a fost să câștige timp, prin diplomație, pentru a se dezvolta în continuare militar.

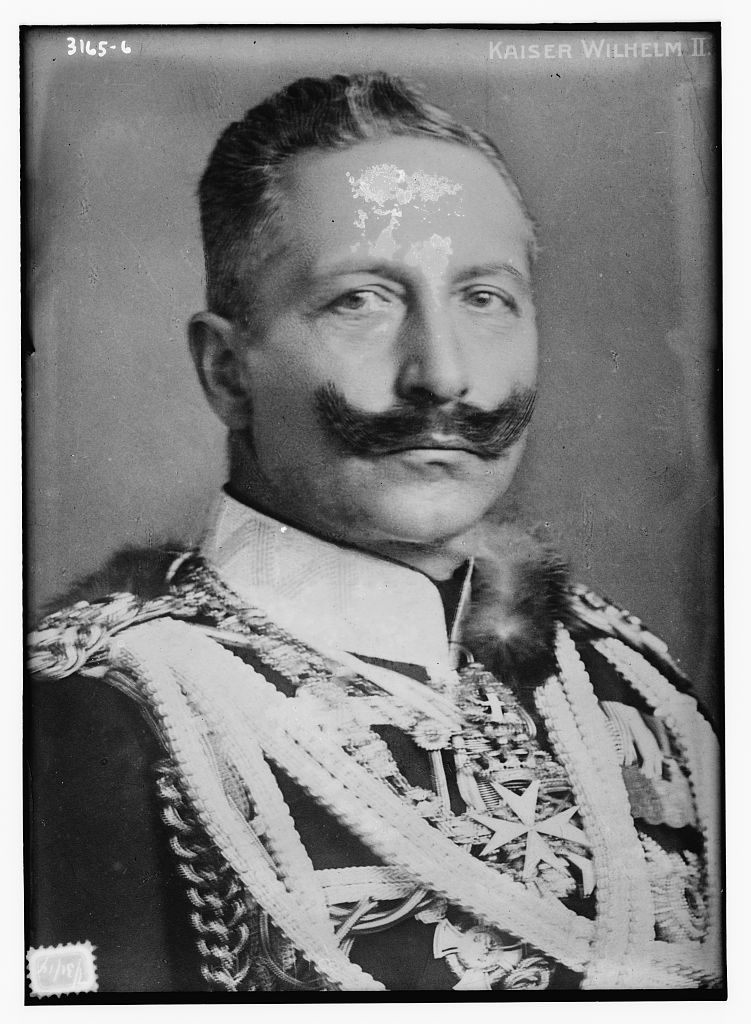
Kaiser Wilhelm II

În decembrie 1903, Wilhelm a scris într-o notă marginală într-o scrisoare diplomatică despre rolul său în aprinderea relațiilor ruso-japoneze:
Din 97 — Kiaochow — nu am lăsat niciodată Rusia cu îndoiala că o vom acoperi în Europa, în cazul în care ea ar decide să urmeze o politică mai mare în Orientul Îndepărtat care ar putea duce la complicații militare (cu scopul de a ușura granița noastră de est), de înfricoșătoarea presiune și amenințare a masivei armate ruse!). După care, Rusia a luat Port Arthur și, având încredere în noi, și-a luat flota din Marea Baltică, făcându-se astfel vulnerabilă față de noi pe mare. În Danzig 01 și Reval 02, aceeași asigurare a fost dată din nou, rezultând că divizii întregi rusești din Polonia și Rusia europeană au fost și sunt trimise în Orientul Îndepărtat. Acest lucru nu s-ar fi întâmplat dacă guvernele noastre nu ar fi fost de acord!

O temă recurentă a scrisorilor lui Wilhelm către Nicolae a fost că „Sfânta Rusia” fusese „aleasă” de Dumnezeu pentru a salva „întreaga rasă albă” de „Pericolul galben” și că Rusia avea „dreptul” să anexeze toată Coreea, Manciuria și nordul Chinei până la Beijing. Wilhelm a continuat să-l asigure pe Nicholas că, odată ce Rusia va învinge Japonia, aceasta va fi o lovitură mortală pentru diplomația britanică și că cei doi împărați, autoproclamatul „Amiralul Atlanticului” și „Amiralul Pacificului”, vor conduce Eurasia împreună, fiind capabile să provoace puterea maritimă britanică, deoarece resursele Eurasiei le-ar face imperiile imune la o blocadă britanică, permițând astfel Germaniei și Rusiei să „împartă cele mai bune” dintre coloniile britanice din Asia între ele.

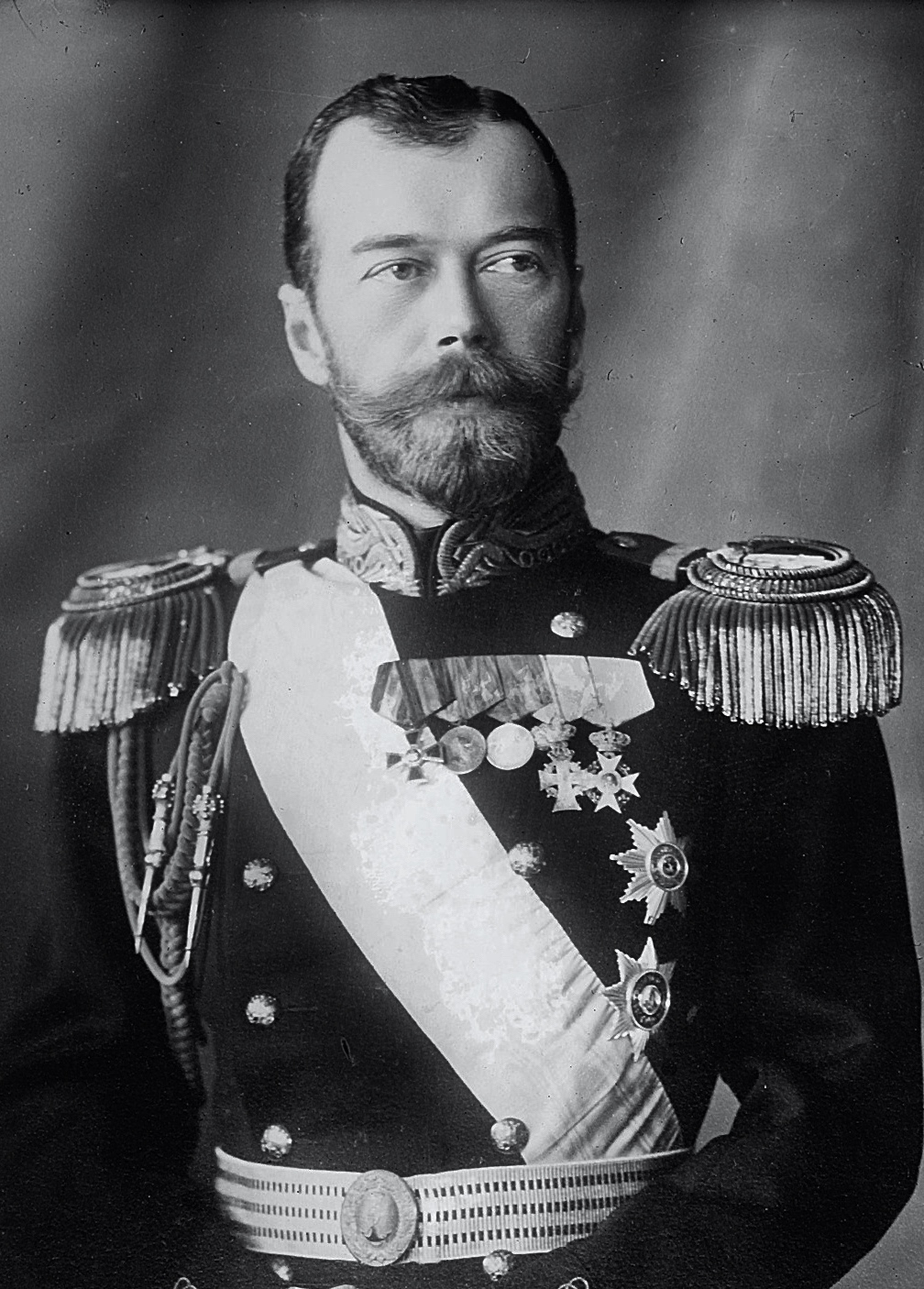
Țarul Nicolae al II-lea

În ciuda insistențelor lui  Wilhelm în favoarea războiului, Nicolae dorea pacea.  
Cu toate acestea, Tokyo credea că Rusia nu era serioasă în căutarea unei soluții pașnice. La 13 ianuarie 1904, Japonia a propus o formulă prin care Manciuria să rămână în afara sferei de influență a Japoniei și, reciproc, Coreea în afara sferei Rusiei. La 21 decembrie 1903, cabinetul Tarō a votat să intre în război împotriva Rusiei.
Până la 4 februarie 1904, nu se primise niciun răspuns oficial de la Sankt Petersburg. La 6 februarie, ministrul japonez în Rusia, Kurino Shin'ichirō, a fost rechemat, iar Japonia a rupt relațiile diplomatice cu Rusia.
Rezolvarea diplomatică potențială a problemelor teritoriale dintre Japonia și Rusia a eșuat; istoricii au susținut, că acest lucru a rezultat direct din acțiunile împăratului Nicolae al II-lea. Nicolae și-a gestionat prost guvernul. Deși anumiți cercetători susțin că situația a apărut din determinarea lui Nicolae al II-lea de a folosi războiul împotriva Japoniei pentru a declanșa o renaștere a patriotismului rus, nicio dovadă istorică nu susține această afirmație. Consilierii țarului nu au susținut războiul, prevăzând probleme de logistică în transportul trupelor și proviziilor din Rusia europeană către Est. 
Aceasta intră în conflict cu un comentariu făcut de Nicolae Kaiserului Wilhelm al Germaniei, spunând că nu va exista război pentru că el „nu-și dorește”. 
Această declarație lucru nu contravine afirmației, că Rusia a jucat un rol agresiv în Est, ceea ce a făcut înseamnă mai degrabă, că Rusia a făcut calcule neînțelepte, presupunând că Japonia nu va intra în război împotriva marinei și armatei mult mai mari și aparent superioare a Rusiei. Nicolae îi disprețuia pe japonezi considerându-i drept „maimuțe galbene” și a considerat de la sine înțeles că japonezii vor ceda pur și simplu în fața puterii superioare a Rusiei, ceea ce explică dealtfel lipsa lui de dorință de a face compromisuri.
Dovezile falsului sentiment de securitate și superioritate a Rusiei față de Japonia sunt considerate o mare greșeală.

### Declarația de război
După eșecul negocierilor cu Rusia, Japonia a dat un ultimatum pe 31 decembrie 1903 și a rupt relațiile diplomatice pe 6 februarie 1904. 
Japonia a emis declarație de război la 8 februarie 1904. Cu toate acestea, cu trei ore înainte ca declarația de război a Japoniei să fie primită de guvernul rus, și fără avertisment, Marina Imperială Japoneză a atacat flota rusă din Orientul Îndepărtat  ancorată la Port Arthur. 
Din punct de vedere al dreptului internațional, atacul japonez nu a fost considerat un atac-surpriză datorită prezenței ultimatumului. Totuși, după atacul japonez asupra flotei SUA de la Pearl Harbor, atacul de la Port Arthur a fost amintit de multe ori ca dovadă a presupusei predilecții japoneze pentru atacurile surpriză.
Țarul Nicolae al II-lea a fost uluit de vestea atacului. Nu putea crede că Japonia va comite un act de război fără o declarație oficială și fusese asigurat de miniștrii săi că japonezii nu vor lupta. Când a avut loc atacul, potrivit lui Cecil Spring Rice, prim-secretar la Ambasada Marii Britanii, l-a lăsat pe țar „aproape scaptic”.
Rusia a declarat război Japoniei opt zile mai târziu. Japonia, ca răspuns la acuzația atacului fără declarație de război, a făcut referire la atacul rusesc asupra Suediei din 1808, de asemenea fără declarație de război, deși cerința de a media disputele dintre state înainte de începerea ostilităților a fost făcută conform dreptului internațional respectând Convențiile de la Haga din 1899 și 1907.
Imperiul Qing a favorizat poziția japoneză și chiar a oferit ajutor militar, dar Japonia a refuzat-o. Cu toate acestea, Yuan Shikai a trimis de mai multe ori soli la generalii japonezi pentru a livra alimente și băuturi alcoolice. Nativii manciurieni s-au alăturat războiului de ambele părți ca trupe angajate.

## Războiul

### Campania din anul 1904

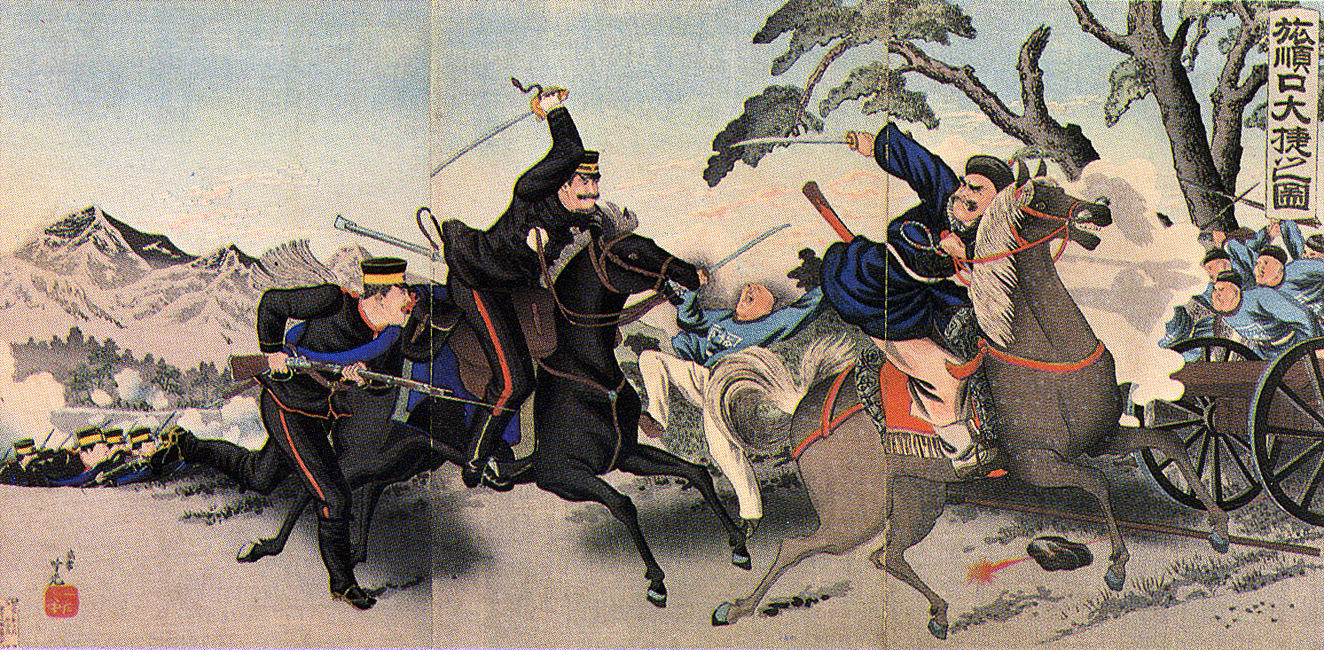
Marea victorie de la Port Arthur, de Adachi Ginko, datată noiembrie 1894

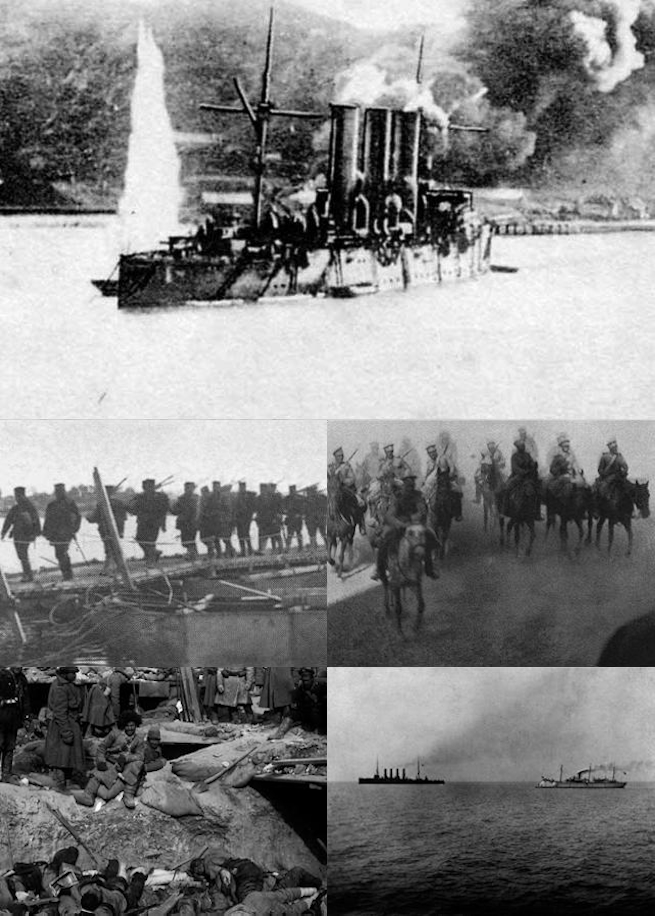
Imagini din timpul războiului ruso-japonez

Port Arthur din Peninsula Liaodong în sudul Manciuriei a fost transformat într-o bază navală fortificată de primă importanță de către inginerii ruși. Pentru a avea șanse de reușită într-un război pe continentul asiatic japonezii trebuiau să aibă supremația pe mare. De aceea, primul lor obiectiv major a fost neutralizarea flotei de la Port Arthur. 

#### Bătălia de la Port Arthur
În noaptea de 8 februarie 1904, flota japoneză, aflată sub comanda amiralului Tōgō Heihachirō, a declanșat un atac cu torpile lansate împotriva navelor rusești din Porth Arthur, reușind să avarieze grav două crucișătoare, cele mai mari ale Rusiei din Orientul Îndepărtat și crucișătorul Pallada de 6.600 tone. 
Aceste atacuri au deschis Bătălia de la Port Arthur din dimineața celei de-a doua zile, în timpul căreia, după un număr de atacuri cu rezultat nedecis, amiralul Togo nu a reușit să provoace alte distrugeri importante flotei rusești, bine apărată de bateriile de tun ale portului. Pe de altă parte, flota rusă nu a vrut să părăsească portul, rămânând în rada bine apărată de bateriile de coastă, mai ales după moartea amiralului Stepan Osipovici Makarov de pe 13 aprilie 1904 când nava lui, „Petropavlovsk”, a detonat o mină japoneză. Deși această bătălie de la Port Arthur a fost indecisă, atacurile inițiale au avut un efect psihologic devastator asupra Rusiei, care fusese încrezătoare privind perspectivele războiului. Japonezii preluaseră inițiativa în timp ce rușii așteptau în port.

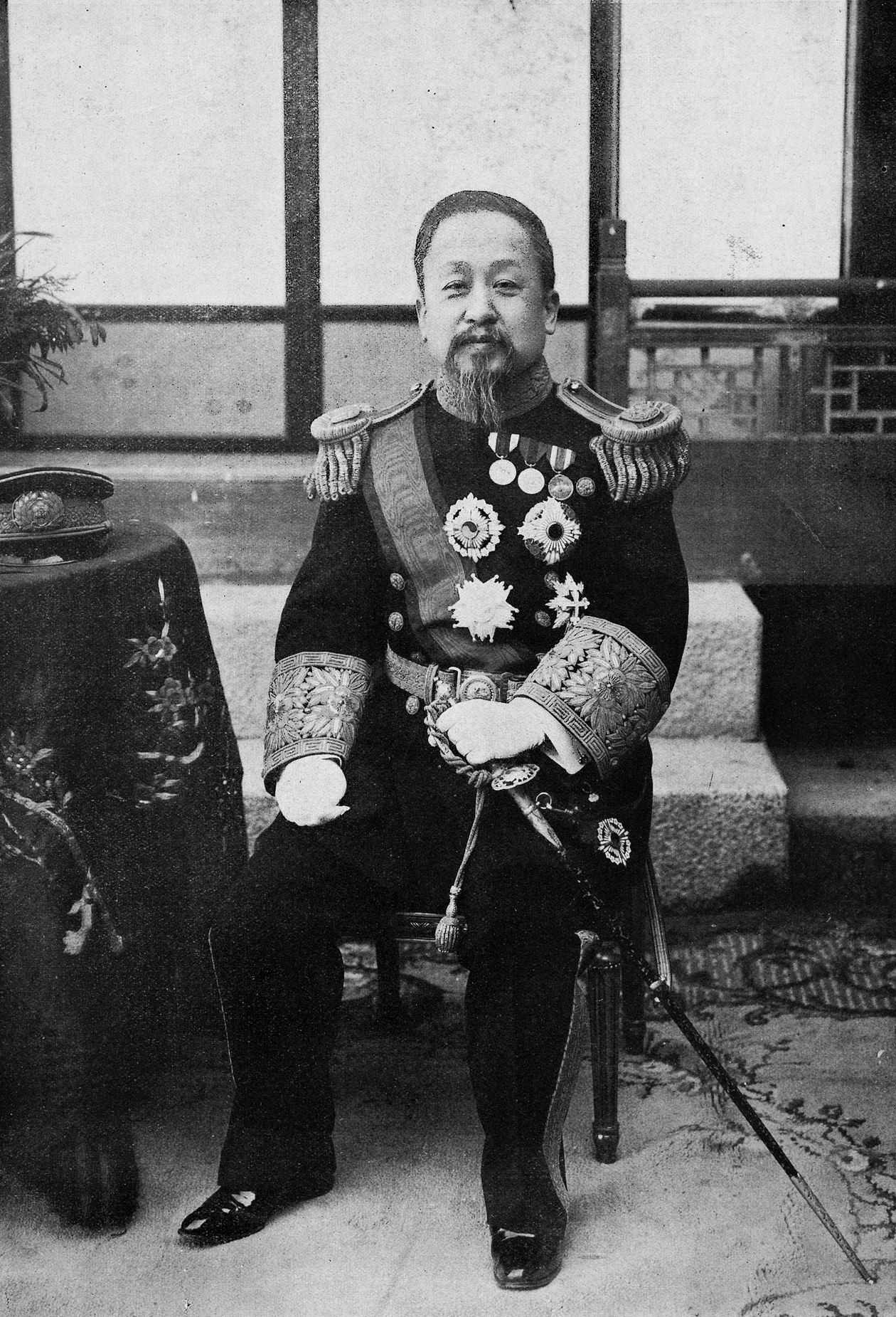
Împăratul Gojong al Imperiului Coreean (oct. 1897)

Împăratul coreean Gojong a trimis un detașament de 17.000 soldați ca să susțină Rusia. 
Însă atacurile asupra flotei ruse au asigurat acoperirea necesară debarcării infanteriei japoneze la Incheon din Coreea. În scurtă vreme, japonezii au ocupat orașul Seul și cea mai mare parte a Coreei. 
Până la sfârșitul lunii aprilie, armata niponă condusă de Kuroki Tamemoto era gata să forțeze râul Yalu pentru a intra în Manciuria ocupată de ruși. 

#### Blocada Port Arthur
Pe mare, războiul se desfășura la fel de dur. După atacul de pe 8 februarie asupra Port Arthur, japonezii au încercat să-i împiedice pe ruși să folosească portul. În timpul nopții dintre 13–14 februarie, japonezii au încercat să blocheze intrarea în Port Arthur scufundând mai multe nave cu aburi vechi, umplute cu beton în canalul de apă adâncă care asigurau accesul în port, dar adâncimea aleasă a fost prea mare pentru ca acțiune să fie un succes. O altă tentativă de blocare a portului prin scufundarea de vase în noaptea de 3 – 4 mai a eșuat, de asemenea. În martie, carismaticul viceamiral Makarov a preluat comanda Escadrei I Ruse din Pacific, având planuri concrete pentru spargerea blocadei nipone de la Port Arthur și ieșirea cu navele în larg. 
Din acel moment, fiecare parte a fost angajată în manevre ofensive tactice, minându-și reciproc porturile. Aceasta a fost prima dată când minele marine au fost folosite pentru acțiuni ofensive. În trecut, minele erau folosite numai pentru protejarea porturilor împotriva potențialilor invadatori. Tactica de minare japoneză s-a dovedit mai eficientă, mișcarea vapoarelor rusești în afara portului fiind împiedicată. 
La 12 aprilie 1904, două nave de luptă rusești pre-dreadnought, nava amiral Petropavlovsk și crucișătorul Pobeda, au ieșit din port, dar au lovit minele japoneze plasate la ieșirea din golful Port Arthur.  În timp ce Petropavlovsk s-a scufundat în cam o oră, Pobeda a trebuit să fie remorcat în port, unde a fost supus unor lucrări de reparații de amploare. Amiralul Makarov , cel mai eficient strateg naval rus al războiului, a murit pe vaporul pe care-l comanda, preferând să se scufunde odată cu nava amiral Petropavlovsk. 
La 15 aprilie 1904, guvernul rus a început negocieri prin care amenința că va captura corespondenții de război britanici care se aflau pe nava japoneză SS Haimun în zona de război pentru a face reportaje ziarul londonez Times, invocând îngrijorarea cu privire la posibilitatea ca britanicii să comunice pozițiile ruse flotei japoneze.
Rușii au copiat rapid metodele japoneze de minare ofensivă a porturilor inamice. Pe 15 mai 1904, două crucișătoare japoneze Yashima și Hatsuse au fost ademenite într-un câmp minat proaspăt amplasat de ruși în afara Port Arthur, fiecare dintre cele două vase fiind lovite de câte două mine. Dacă Yashima s-a scufundat în câteva ore, în timp ce era remorcat spre Coreea pentru reparații echipajul reușind să se salveze, Hatsuse s-a scufundat în numai câteva minute, luând cu el în străfunduri și 450 de marinari. Pe 23 iunie, o încercare de ieșire în larg a escadrilei ruse, aflate sub comanda amiralului Wilgelm Vitgeft a eșuat. 

#### Asediul de la Port Arthur

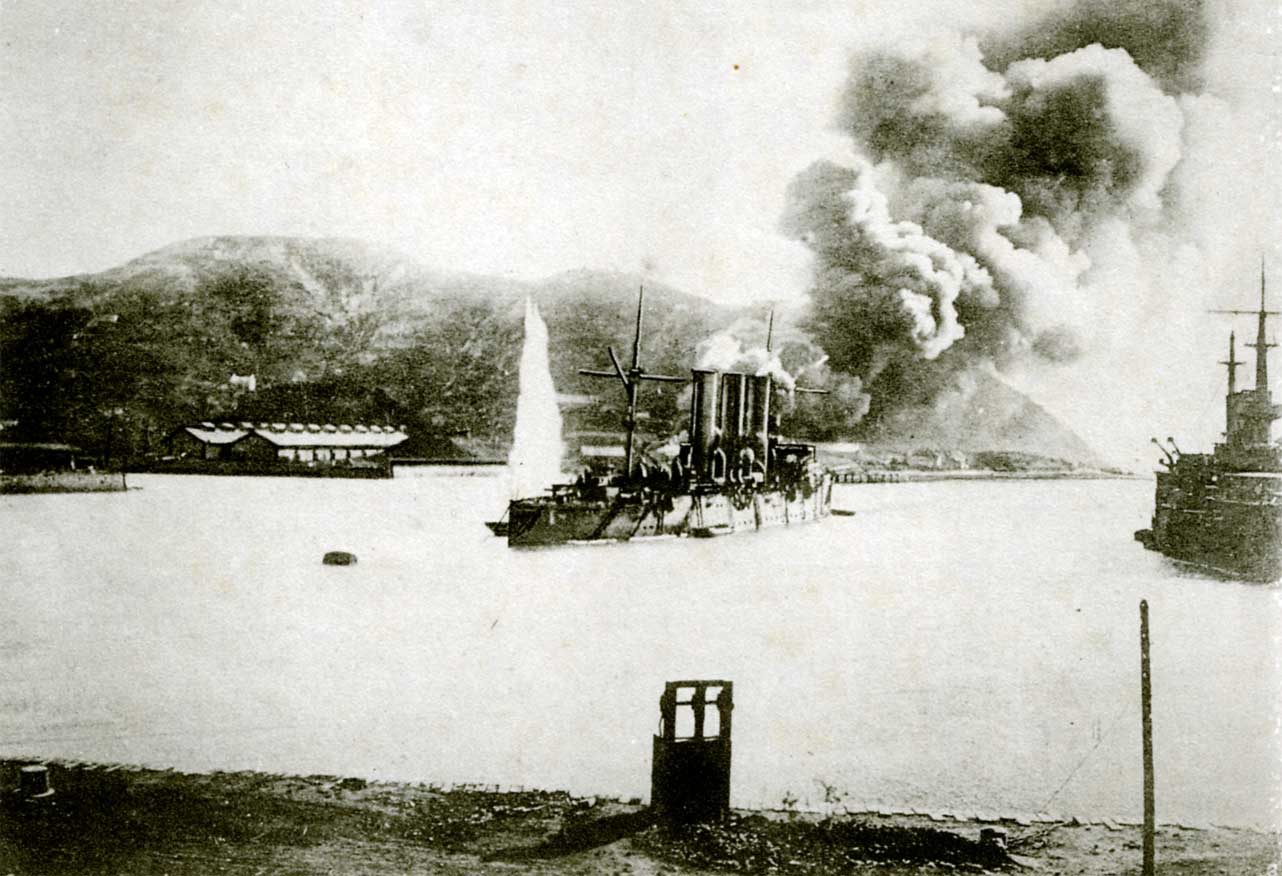
Bombardament în timpul Asediul de la Port Arthur, obuzele trase au incendiat un depozit de petrol

Asediul Port Arthur a început în aprilie 1904, care fusese bine fortificată de ruși. 
Până la sfârșitul lunii, artileria japoneză reușise să ocupe poziții după un deal, care-i permiteau să bombardeze portul.
În cele din urmă, cu ajutorul mai multor baterii de obuziere de 280 mm, japonezii au reușit să captureze bastionul cheie de pe deal în decembrie 1904. Cu un observator la capătul legăturii telefonice cu tunarii, situat în acest punct de observație, artileria cu rază lungă de acțiune japoneză a reușit să bombardeze flota rusă din port, care nu a putut să riposteze împotriva artileriei terestre invizibile, aflată pe cealaltă parte a vârfului dealului și nu a putut sau nu a vrut să navigheze împotriva flotei japoneze care bloca ieșirea din golful portului. Patru nave de luptă rusești și două crucișătoare au fost scufundate succesiv, al cincilea și ultimul cuirasat fiind forțat să se scufunde câteva săptămâni mai târziu. Astfel, toate navele capitale ale flotei ruse din Pacific au fost scufundate. Acesta este probabil singurul exemplu din istoria militară când artileria terestră a avut un efect devastator de o asemenea amploare împotriva navelor de război capitale.
Între timp, încercările rușilor de a elibera pe uscat orașul asediat au eșuat și, după Bătălia de la Liaoyang de la sfârșitul lunii august, forța din nordul Rusiei, care ar fi putut să elibereze Port Arthur s-a retras în Mukden (Shenyang). Generalul-maior Anatoly Stessel, comandantul garnizoanei Port Arthur, credea că scopul apărării orașului a fost pierdut după ce flota a fost distrusă. În general, apărătorii ruși au suferit pierderi disproporționate de fiecare dată când japonezii atacau. Mai multe mine subterane mari au fost detonate de ruși la sfârșitul lunii decembrie, ceea ce a dus la capturarea costisitoare de către japonezi a altor câteva porțiuni din linia defensivă. Prin urmare, la 2 ianuarie 1905, Stessel a decis să se predea generalilor japonezi surprinși. El a luat decizia fără a se consulta nici cu celălalt personalul militar prezent, nici cu țarul sau comandamentul militar, toți fiind ulterior împotriva deciziei luate de Stessel. Stessel a fost condamnat de o curte marțială în 1908 și condamnat la moarte din cauza unei apărări incompetente și pentru nerespectarea ordinelor. Ulterior a fost grațiat.

#### Bătălia de la Râul Yalu

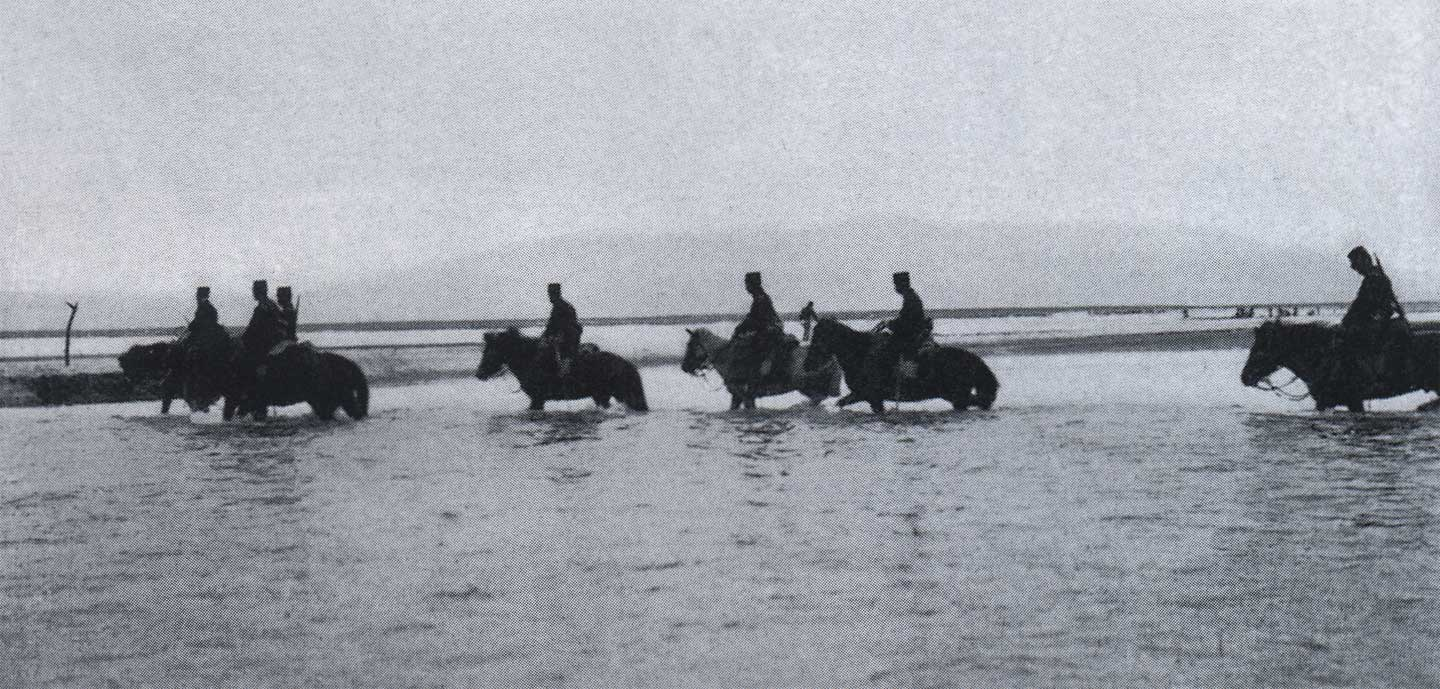
Cavaleria japoneză traversând râul Yalu (1 ianuarie 1904)

Față de strategia japoneză de cucerire prin victorii rapide care să-i asigure controlul Manciuriei, strategia rusă era orientată pe acțiuni de luptă de întârziere, care să permită venirea întăririlor pe calea ferată transsiberiană. Pe 1 mai 1904, în Bătălia de pe râul Yalu, trupele japoneze au atacat o poziție a rușilor, după ce traversaseră nestingheriți râul, în prima bătălie importantă a războiului. Trupele japoneze au debarcat în mai multe puncte pe țărmul Manciuriei și, după o serie de ciocniri, i-au împins înapoi pe ruși până în fortificațiile din Port Arthur. Înfrângerea Detașamentului de Est rus a înlăturat percepția că japonezii vor fi un inamic ușor, că războiul va fi scurt și că Rusia va fi învinge copleșitor.. Aceasta a fost, de asemenea, prima bătălie după decenii, care a fost o victorie asiatică asupra unei puteri europene și a demonstrat incapacitatea Rusiei de a egala priceperea militară a Japoniei.
Aceste lupte, inclusiv Bătălia de la Nanshan de pe 25 mai, au produs pierderi extrem de importante niponilor în timpul atacării pozițiilor întărite rusești, dar armata țaristă a rămas în mod inexplicabil pasivă, irosind mai multe ocazii pentru lansarea unor contraatacuri.

#### Bătălia de la Marea Galbenă

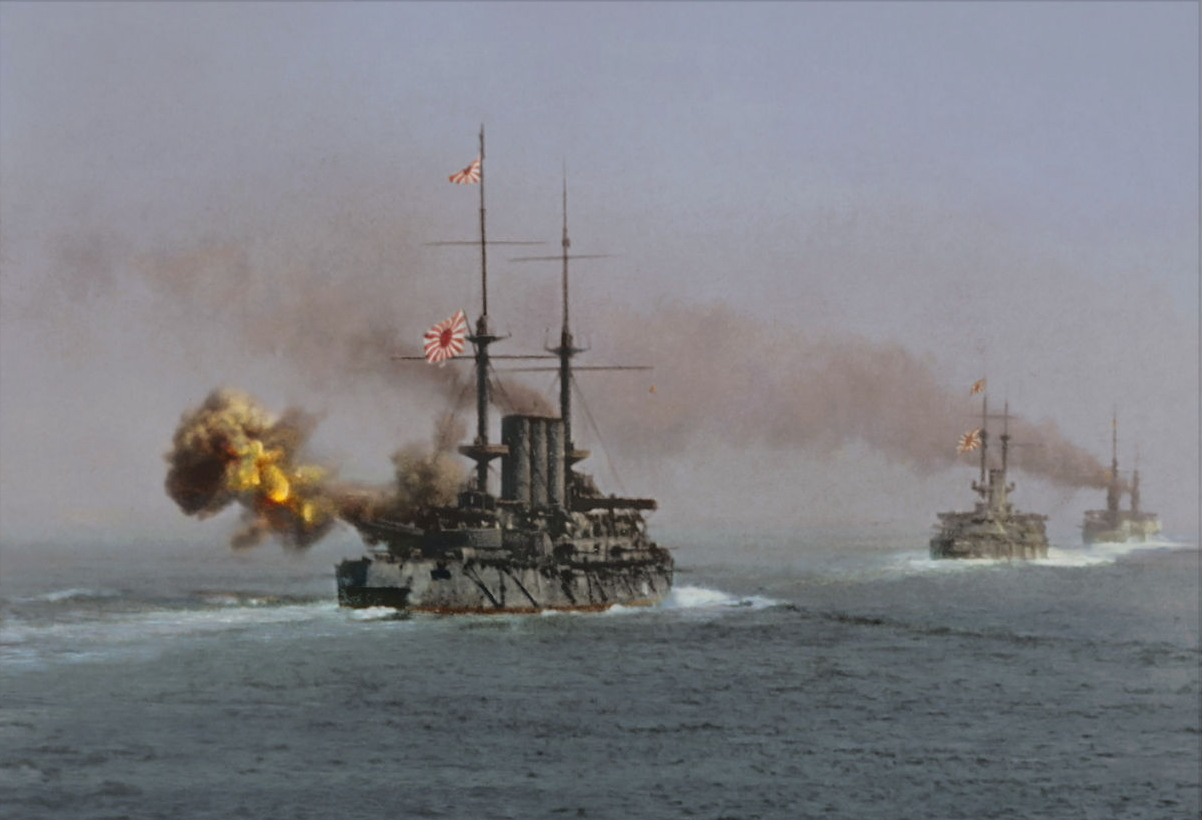
Nava japoneză Shikishima trăgând (imagine colorată ulterior, 9 august 1904)

Odată cu moartea amiralului Stepan Makarov în timpul asediului Port Arthur în aprilie 1904, amiralul Wilgelm Vitgeft a fost numit comandant al flotei de luptă și i s-a ordonat să părăsească Port Arthur și să-și deplaseze forțele la Vladivostok.
Arborându-și steagul pe nava pre-dreadnought, nava amiral Țarevici, construit în Franța, Vitgeft a continuat să-și conducă cele șase nave de luptă, patru crucișătoare și 14 distrugătoare torpiloare în Marea Galbenă dimineața devreme a zilei de 10 august 1904. Îl aștepta amiralul Tōgō și flota lui formată din patru nave de luptă, 10 crucișătoare și 18 distrugătoare torpiloare.
La aproximativ 12:15, flotele cuirasate au intrat în contact vizual unul cu celălalt, iar la 13:00, Tōgō a efectuat manevra de barare a T-ului față de Vitgeft, au început să tragă cu bateria de tunuri principală la o rază de aproximativ opt mile, cea mai mare distanță de tragere până în acel moment. Timp de aproximativ treizeci de minute, navele de luptă au tras când distanța dintre ele s-a redus la mai puțin de patru mile și au început să tragă și cu bateriile de tunuri secundare. La 18:30, o lovitură de la unul dintre navele de luptă ale lui Tōgō a lovit puntea navei amiral Țarevici, ucigându-l pe loc pe Vitgeft.
Cu cârma Țareviciului blocată și amiralul lor ucis în acțiune, nava amiral a ieșit din linia de luptă, provocând confuzie în rândul flotei sale. Cu toate acestea, Tōgō era hotărât să scufunde nava amiral rusă și a continuat să o lovească, iar aceasta a fost salvată doar de tunurile a navei de luptă ruse Retvizan, construită de americani, al cărei căpitan a îndepărtat cu succes focul greu al lui Tōgō de la nava amiral rusă. 
Cunoscând că este iminentă sosirea de întăririi prin cuirasate din Rusia (Flota baltică), Tōgō a decis să nu-și riște navele de luptă urmărindu-și inamicul în timp ce se întorcea îndreptându-se înapoi spre Port Arthur, punând astfel capăt celui mai lung duel cu tunuri din istoria navală până în acel moment și prima ciocnire modernă a flotelor cuirasate de oțel în mările adânci.

#### Redislocarea Flotei Baltice

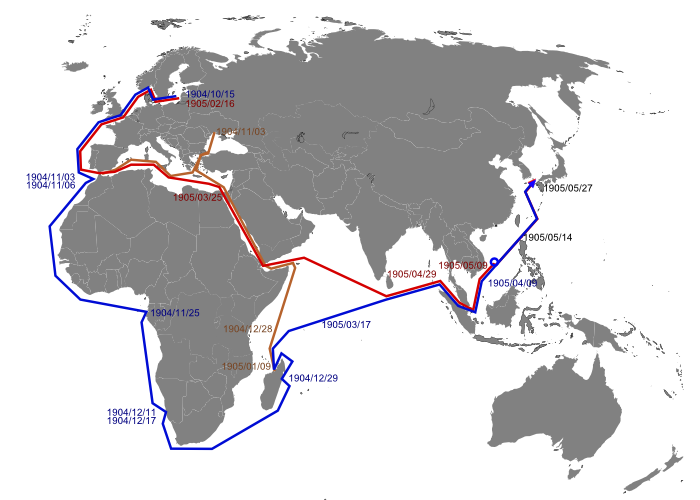
Ruta Flotei Baltice (cu albastru) din Marea Baltică până la Strâmtoarea Tsushima

Între timp, rușii se pregăteau să-și întărească flota din Orientul Îndepărtat trimițând Flota Baltică, sub comanda amiralului Zinovi Rojestvenschi, din Marea Baltică până în Oceanul Pacific. După o pornire eșuată, cauzată de probleme cu motorul unor nave și alte avarii, escadrila a plecat în cele din urmă pe 15 octombrie 1904. În timpul călătoriei, flota s-a separat într-o porțiune care a trecut prin Canalul Suez, în timp ce navele de luptă mai mari au înconjurat Capul Bunei Speranțe, o călătorie de șapte luni, care urma să atragă atenția întregii lumi.
Pe 21 octombrie 1904, când trecea prin dreptul Regatului Unit, (aliat al Japoniei, dar neutru în acest război), flota rusă aproape că a provocat începerea unui nou război în așa numitul incident Dogger Bank, deschizând focul asupra pescadoarelor britanice, pe care le-au confundat cu vase torpiloare.

### Campania din 1905
După ce au cucerit Port Arthur, Armata a 3-a japoneză au avut posibilitatea să continue atacul pe direcția nord pentru a întări pozițiile la sud de Mukden, ocupat de ruși. 
Din cauza iernii grele manciuriene, de la Bătălia de la Shaho (5-17 octombrie 1904) din anul precedent, nu au mai fost lupte terestre mari. Cele două tabere au ocupat la Mukden poziție opusă pe un front larg de 110 km.

#### Bătălia de la Sandepu
Armata a II-a rusă, condusă de generalul Oskar Gripenberg, între 25 și 29 ianuarie, a atacat flancul stâng japonez în apropierea orașului Sandepu, aproape rupând liniile ruse. Acest lucru i-a surprins pe japonezi. Cu toate acestea, fără sprijinul altor unități rusești, atacul a încetat, Aleksei Kuropatkin i-a ordonat lui Gripenberg să se oprească, iar bătălia a rămas neconcludentă. Japonezii știau că trebuie să distrugă armata rusă în Manciuria înainte ca întăririle rusești să sosească prin calea ferată transsiberiană.

#### Bătălia de la Mukden

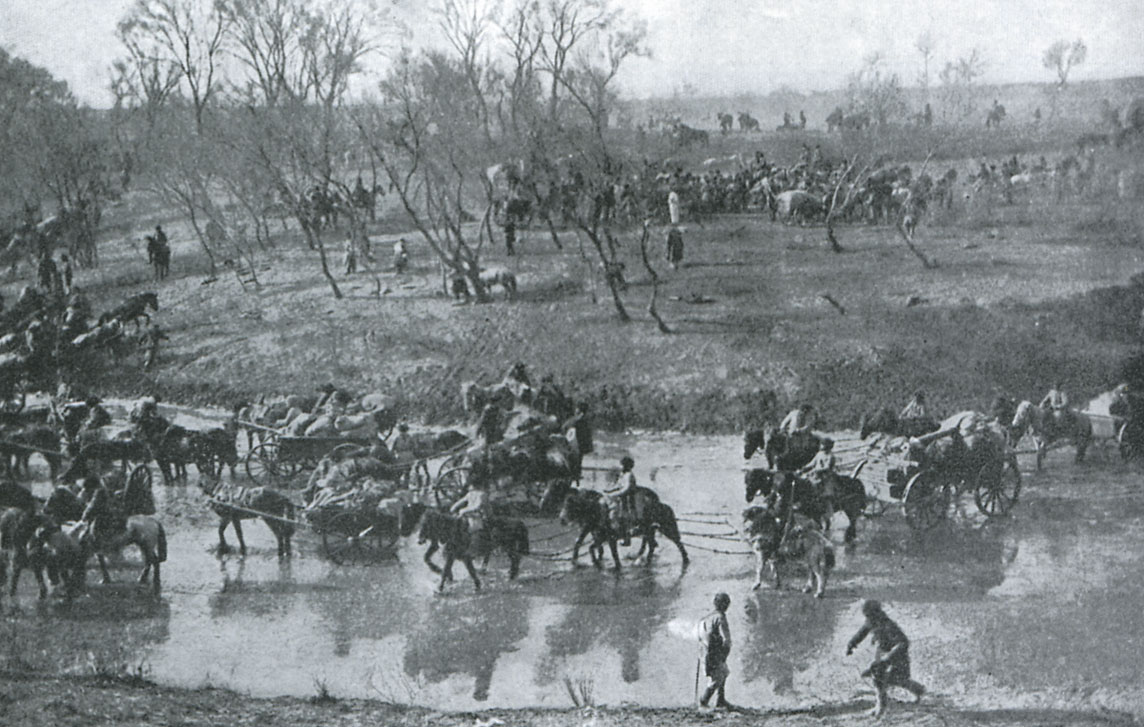
Retrragerea Armatei Ruse Manciuriene după Bătălia de la Mukden (1 ianuarie 1905)

Pentru a încheia războiul, japonezii trebuiau să zdrobească armata rusă din Manciuria. Bătălia de la Mukden a început la 20 februarie 1905. Forțele nipone au avansat pas cu pas și au încercat să încercuiască cartierul general de la Mukden (Shenyang) al comandantului rus, generalul Alexei Kuropatkin. Forțele ruse au rezistat, dar pe 10 martie, după trei săptămâni de luptă, cu pierderi de 90.000 oameni, au decis să se retragă la nord de Mukden. Armata Manciuriană rusă s-̟a destrămat în unități mai mici care luptau, dar japonezii nu a reușit să  distrugă întreaga armată rusă. Japonezii înșiși suferiseră pierderi grele și nu erau în stare să urmărească inamicul. Deși bătălia de la Mukden a fost o înfrângere majoră pentru ruși și a fost cea mai decisivă bătălie terestră dusă vreodată de japonezi, victoria finală depindea totuși de succesul luptelor navale.

#### Bătălia din strâmtoarea Tsushima

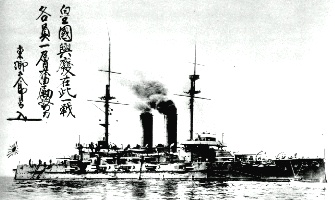
Crucișătorul japonez Mikasa, probabil cea mai puternică navă din clasa ei, a fost nava amiral a niponilor în bătălia de la Tsushima din 1905.

Durata mare a călătoriei Flotei Baltice ruse l-a ajutat pe amiralul japonez Tōgō Heihachirō să fie la curent cu poziția Flotei Baltice și să-și plănuiască atacul, astfel încât să intercepteze flota rusă mai înainte ca aceasta să ajungă la Vladivostok. Flotele s-au întâlnit în Strâmtoarea Tsushima și, în timpul bătăliei care a urmat (27 – 28 mai 1905), niponii, inferiori numeric, dar având vase superioare din punctul de vedere al vitezei de deplasare și puterii de foc, au reușit să scufunde toate cele opt crucișătoare ruse.  Flota rusă a fost practic anihilata, pierzând opt nave de luptă, numeroase vase mai mici și peste 5.000 de oameni, în timp ce japonezii au pierdut trei torpiloare și 116 oameni. Doar trei nave rusești au scăpat la Vladivostok, în timp ce alte șase au fost internate în porturi neutre. După bătălia de la Tsushima, o operațiune combinată a armatei și marinei japoneze a ocupat insula Sahalin pentru a-i forța pe ruși ceară pace.

## Pacea

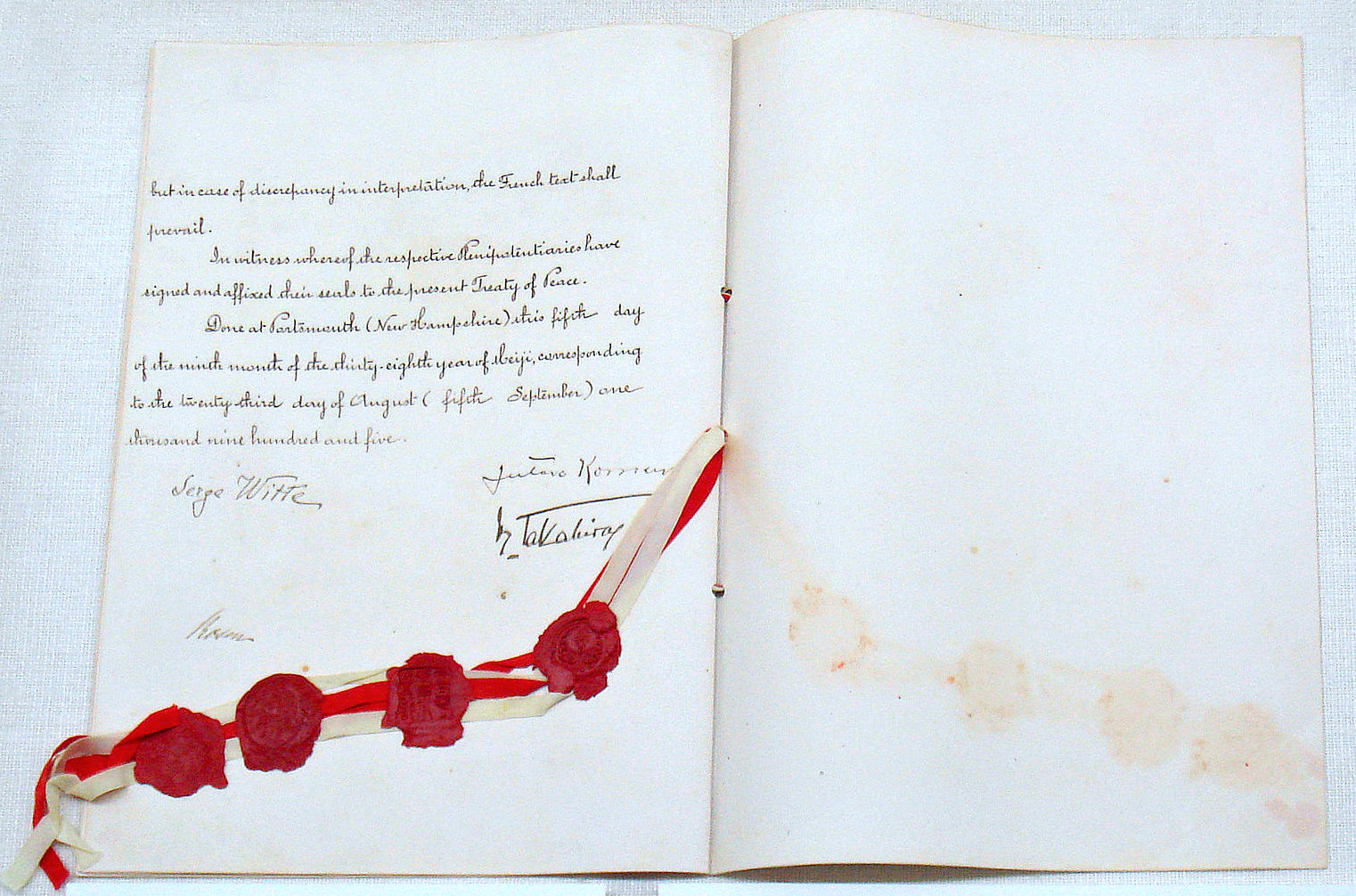
Tratatul de pace

Deși Imperiul Rus avea în continuare o armată mai numeroasă decât japonezii, înfrângerile succesive le-au zdruncinat încrederea în propriile forțe. În plus, în anul 1905 a izbucnit o mișcare revoluționară care a zguduit imperiul de-a lungul întregului an și a amenințat stabilitatea țării. Rusia a ales varianta negocierilor de pace, pentru a se putea concentra pe problemele de politică internă. 
Președintele SUA Theodore Roosevelt a făcut eforturi pentru semnarea păcii între cele două părți aflate în conflict, eforturi încununate cu semnarea tratatului de la Portsmouth pe 5 septembrie 1905. (Theodore Roosevelt a primit pentru eforturile diplomatice în această chestiune Premiul Nobel pentru Pace). Rusia ceda jumătatea sudică a Insulei Sahalin Japoniei. (Acest teritoriu a fost recucerit de Uniunea Sovietică la sfârșitul celui de-al Doilea Război Mondial, iar, în 1952, prin tratatul de la San Francisco, reintra în mod oficial în posesia acestui teritoriu). Rusia a cedat, de asemenea, drepturile de închiriere pe 25 de ani a bazei navale Port Arthur și a peninsulei pe care se afla aceasta. Rusia a fost, de asemenea, de acord să evacueze Manciuria și să recunoască Peninsula Coreea ca parte a sferei de influență a Japoniei. Japonia a anexat în cele din urmă Coreea în 1910, în condițiile în care celelalte puteri au protestat formal. 
Reușita niponă a fost prima victorie din epoca modernă a unei țări asiatice în fața unei națiuni europene și unul dintre vestitorii evenimentelor care aveau să ducă la procesul de decolonizarea regiunii. Prestigiul internațional al Japoniei a crescut, țara fiind percepută după acest moment ca o supraputere. Rusia a pierdut, practic, întreaga flotă orientală și baltică și a suferit un recul pe scena politică mondială, mai ales în ochii liderilor germani. Rusia era în acel moment aliatul Franței, iar scăderea prestigiului internațional al imperiului avea să aibă un efect important asupra planurilor germane cu privire la viitorul război. 
În absența competiției cu Rusia, folosindu-se de implicarea puterilor europene în Primul Război Mondial și de criza economică care a urmat după război, Japonia a început să facă eforturi pentru îngenuncherea Chinei, eforturi care aveau să ducă la Războiul din Pacific și la aderarea țarii la Axă în al doilea război mondial. 
În Rusia, înfrângerea din 1905 a dus la o reformă importantă a armatei imperiale, care trebuia să facă față noilor amenințări europene, în special, din partea Germaniei. Revoluția pe care a declanșat-o înfrângerea în război a fost o prefigurare a revoluției bolșevice, care avea să răstoarne toate valorile sociale, politice și economice ale imperiului.

## Urmările războiului
Conflictul s-a încheiat cu victoria indiscutabilă a Japoniei, care a câștigat majoritatea bătăliilor și a dus la distrugerea totală a flotei maritime și a mai multor armate de infanterie rusești. Totuși, sentimentele triumfaliste nipone s-au transformat rapid într-o nemulțumire amară și revolte populare în momentul în care termenii păcii au fost aduși la cunoștința publicului. La încheierea războiului, ambele părți beligerante erau vlăguite militar și economic, iar marile puteri europene priveau cu o deosebită nemulțumire apariția pe scena politică a unui competitor un plus. 
Nemulțumirile populare din Rusia au dus la izbucnirea revoluției ruse din 1905, un eveniment pe care țarul Nicolae al II-lea sperase să-l evite prin adoptarea unor poziții intransigente mai înainte de începerea negocierilor de pace. Poziția rusă s-a înăsprit și mai mult după începerea negocierilor pentru semnarea tratatului de pace. 
Tratatul de la Portsmouth, mediat de președintele SUA Theodore Roosevelt, a pus capăt în mod oficial războiului. Lipsa unor câștiguri teritoriale semnificative și a reparațiilor de război a dus la revolte în întreaga Japonie. Tratatul de pace a adâncit lipsa de încredere a japonezilor în toate națiunile vest-europene. Cei mai mulți japonezi considerau, după cum afirmă biograful președintelui Roosevelt, Edmund Morris, că Statele Unite i-au păcălit, de vreme ce plata de către Rusia a unor despăgubiri de război era o condiție de pace pe care americanii ar fi trebuit să o sprijine. În plus, Japonia a trebuit să se mulțumească numai cu jumătate sudică a Insulei Sahalin, deși niponii se considerau îndreptățiți să o ocupe în întregime, fiind nevoiți să renunțe la pretențiile inițiale tocmai datorită presiunilor americane. Japonezii au considerat că puterile occidentale i-au tratat ca pe niște învinși, nu ca pe învingători. Între Japonia și SUA s-a căscat o prăpastie diplomatică, adâncită de insulte și acțiuni reciproce lipsite de considerație, care aveau să ducă la decizia Japoniei de a intra în război împotriva SUA în 1941. 
Înfrângerea Rusiei a fost privită cu uimire de puterile europene, dar și de națiunile asiatice. Faptul că o națiune ne-europeană a reușit să înfrângă o supraputere într-un conflict militar de amploare a inspirat încredere numeroaselor mișcări anticoloniale care aveau să apară în întreaga lume. Marile puteri europene, care aveau prejudecăți rasiste sau naționaliste, nu au reușit să învețe nimic din înfrângerea Rusiei, cauzată, în principal, de superioritatea tehnologică și tactică a japonezilor în domeniul războiului pe uscat. În schimb, puterile europene aveau să-și modernizeze flotele. 
În timpul războiului, armata japoneză a tratat civilii și prizonierii de război ruși bine, fără brutalitățile și atrocitățile din Al Doilea Război Mondial. Prizonierii coreeni și chinezi nu s-au bucurat, în egală măsură, de un tratament uman. 
Istoricii niponi cred că acest război este un punct de cotitură pentru Japonia și principalul mijloc pentru înțelegerea eșecului militaro-politic al țării de mai târziu. Nemulțumirile față de condițiile păcii, care erau considerate mai potrivite pentru o națiune înfrântă, nu pentru una învingătoare, erau răspândite printre reprezentanții tuturor claselor sociale, existând un consens, în această privință, în societatea japoneză. Atitudinea antieuropeană a crescut în următoarele decenii tot mai mult, cu fiecare act diplomatic al marilor puteri, considerat ori lipsit de considerație, sau de-a dreptul batjocoritor de către japonezi. 

## Lista bătăliilor
- 1904 Bătălia de la Port Arthur, 8 februarie: bătălie navală, fără efecte majore
- 1904 Bătălia din Golful Chemulpo, 9 februarie: bătălie navală, victorie japoneză
- 1904 Bătălia de pe râul Yalu, 30 aprilie – 1 mai, victorie japoneză
- 1904 Bătălia de la Nanshan, 25 – 26 mai, victorie japoneză
- 1904 Bătălia de la Te-li-Ssu, 14 – 15 iunie , victorie japoneză
- 1904 Bătălia din Pasul Motien, 17 iulie, victorie japoneză
- 1904 Bătălia de la Ta-shih-chiao, 24 iulie, victorie japoneză
- 1904 Bătălia de la Hsimucheng, 31 iulie, victorie japoneză
- 1904 Bătălia din Marea Galbenă, 10 august: bătălie navală victorie japoneză
- 1904 Bătalia de la Ulsan, 14 august: bătălie navală victorie japoneză
- 1904-1905 Asediul de la Port Arthur, 19 august – 2 ianuarie: victorie japoneză
- 1904 Bătălia de la Liaoyang, 25 august – 3 septembrie: fără efecte majore
- 1904 Bătălia de la Shaho, 5 – 17 octombrie: fără efecte majore
- 1905 Bătălia de la Sandepu, 26 – 27 ianuarie: fără efecte majore
- 1905 Bătălia de la Mukden, 21 februarie – 10 martie: victorie japoneză
- 1905 Bătălia din strâmtoarea Tsushima, 27 – 28 mai bătălie navală: victorie japoneză.

## Notă
Datele calendaristice de mai sus sunt pe stil nou, (conform calendarului gregorian). În acea vreme, în Imperiul Rus se folosea stilul vechi (calendarul iulian). Dacă în cuprinsul articolului apar două date pentru același eveniment, prima este pe stil vechi, iar cea cu 13 zile mai "târzie" este pe stil nou,